# 建築家

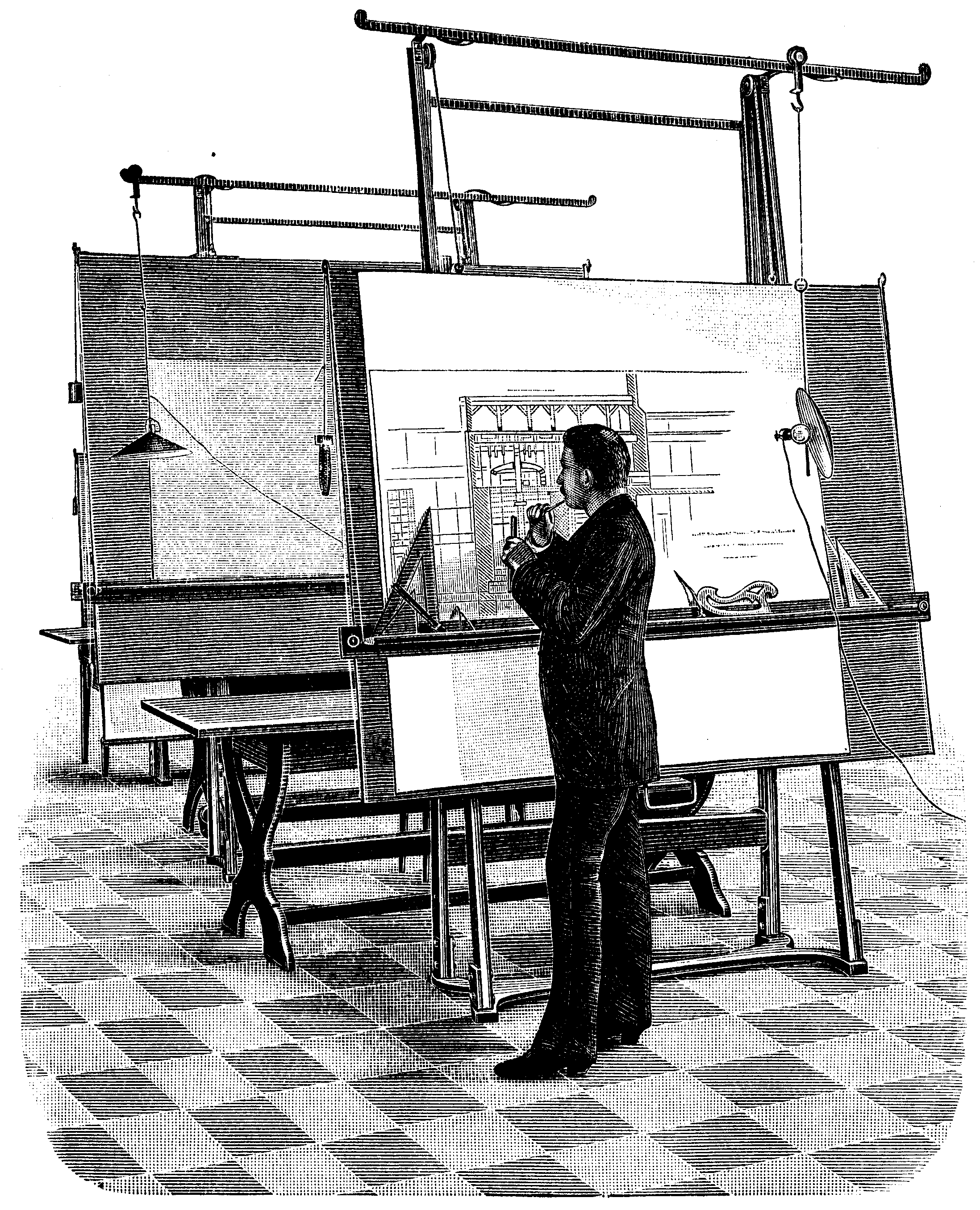
『建築家』(1893年)

建築家（けんちくか、英: architect）は、建築の設計や監理、その他関連業務など建築関係のプロフェッショナルサービスを提供する職業、あるいはその専門家。

## 概説
建築家の仕事は、建築物や建築物を取り巻く敷地内の空間を設計し、人間の占有や使用を主目的としたサービスを提供することを意味する。建築家は建築物のいわば「作者」でもあり、建築物および屋内外の環境（場合によっては都市環境の一部）を計画および設計する専門職である。
なお、建築物のデザインに特化した者も多く存在しており、その者のことを「建築デザイナー」と称する場合もある。
アーキテクト（建築家）の語源は、ラテン語のarchitectusであり、そのラテン語はギリシャ語のアーキテクトーン（（arkhi-（長。頭。） + tekton（建てる人））であり、「建築にたずさわる人々の長（頭、リーダー）」といった意味である。→#語源
建築家が決定することは人々の生命や財産に大きな影響を及ぼす重大なものとなるので、ほとんどの国で建築家となるには専門資格（ライセンス）が必要となっている。日本でも建築家の仕事を行うには建築士資格が必要だと法規で定められている。ほとんどの国・地域では、「建築家」および「ランドスケープアーキテクト」という用語の専門的および商業的使用は法的に保護されている。つまりほとんどの国では資格が無いのにみだりに（勝手に）「建築家」と名乗ることは法規で禁じられている。EU諸国では建築の仕事は法的に規制されているものであり、「建築家」という称号と建築専門職として実践する権利の両方が法的に保護されており、建築教育を受け、必要な単位を取得し教育過程を正規に修了した者だけが使える商号となっている。EU諸国の多くでは、何らかの形の登録システムもあり、正規に建築家として登録されていない場合は建築家になることはできない。
詳細を見ると、国や地域によって建築家になるための実践的・技術的・学問的要件は異なる（本記事の後半を参照）。建築家の仕事をするには、実際問題として、「実践的な経験」と「体系的で、高度な知識」の両方が必要なので、実務 （またはインターンシップ）と専門教育の両方が必要と定めている国が多い。建築家の教育については、建築、ランドスケープアーキテクチュア、インテリア建築、または計画のいずれかの学位の取得を定めている国が多いが、必ずしも大学などの高等教育機関の「建築科」などで学ばなくてもル・コルビュジエや安藤忠雄などのように独学で学ぶこともできる。建築家の仕事をするには、建築家を補助する立場で実務経験を一定年数以上積んだことが建築家として登録することの要件になっていたり、補助的立場で一定年数以上の実務経験を積んで筆記試験の受験資格を得た上でその筆記試験にも合格しなければ資格が得られないようになっている国も多い。→#建築家の、職業上の資格要件
なおアーキテクトとアーキテクチャという用語は、造園、造船、情報技術（ネットワークアーキテクトやソフトウェアアーキテクトなど）の分野でも使用されている。

## 歴史

### 起源
古くから中世の歴史を通して、多くの建築設計と建設は、石造りの石工や大工のような職人によって行われ、マスタービルダーの役割を果たしていた。現代まで、建築家と建築エンジニアの間に明確な区別は無かった。ヨーロッパでは、タイトルの建築家とエンジニアは主に同じ人物を指す地理的なバリエーションであり、しばしば同じ意味で使用されていた。古代 ギリシャではこの称号は重要な建物の設計と施工両方に責任を負う人物を指しており、そうした人物は美学と建築の両方に精通しており、建築現場での作業を指示し、建築資材の供給などを手がけていた。そこからデザイン理論が分野に発展し、建築家がますます全体的計画までに取り組んで、多かれ少なかれ現代までに至っている。

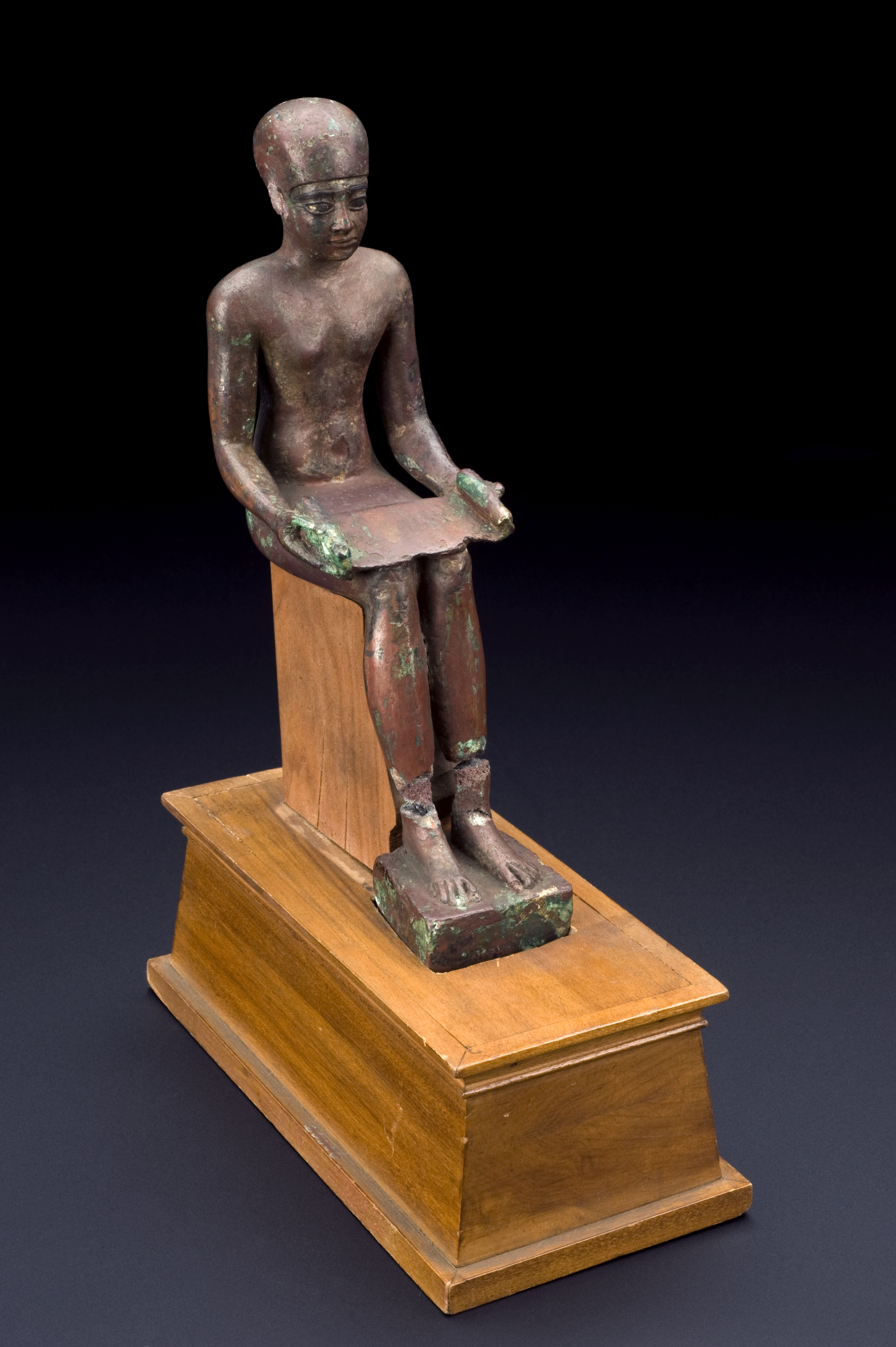
置物、歴史の上では最初の建築家として知られている。c。2650-2600. 古代エジプト.

技術と数学の様々な開発が、実践的な職人とは別のプロの「紳士」たる建築家の発展を可能にしたことが示唆されている。設計図を紙に書くことは、ヨーロッパでは15世紀までは行われていなかったが、16世紀に入ると徐々に紙が使われるようになった。西暦1600年までには設計図における鉛筆の利用も増えていった。紙と鉛筆が利用可能になったことで、建設前の図面は専門家によって作成されるようになった。同時に、2次元の3次元建物を記述するための異なる投影法の使用や、寸法精度の理解の向上など、線形の視点や技術革新の導入は、建築設計者がアイデアを伝えるのを補助してきた。しかし、開発は徐々に進んでいた。18世紀まで、建築物は高水準のプロジェクトを除いて職人によって設計され、設定され続けた。建築家を旧来の構成のもとに位置付ける向きが確立するのは17世紀頃で、以降建築あるいは芸術のアカデミーを設立してその会員として建築家を推挙する制度ができるが、これが芸術家としての確立である。1671年に創設されたフランス建築アカデミーが最初である。

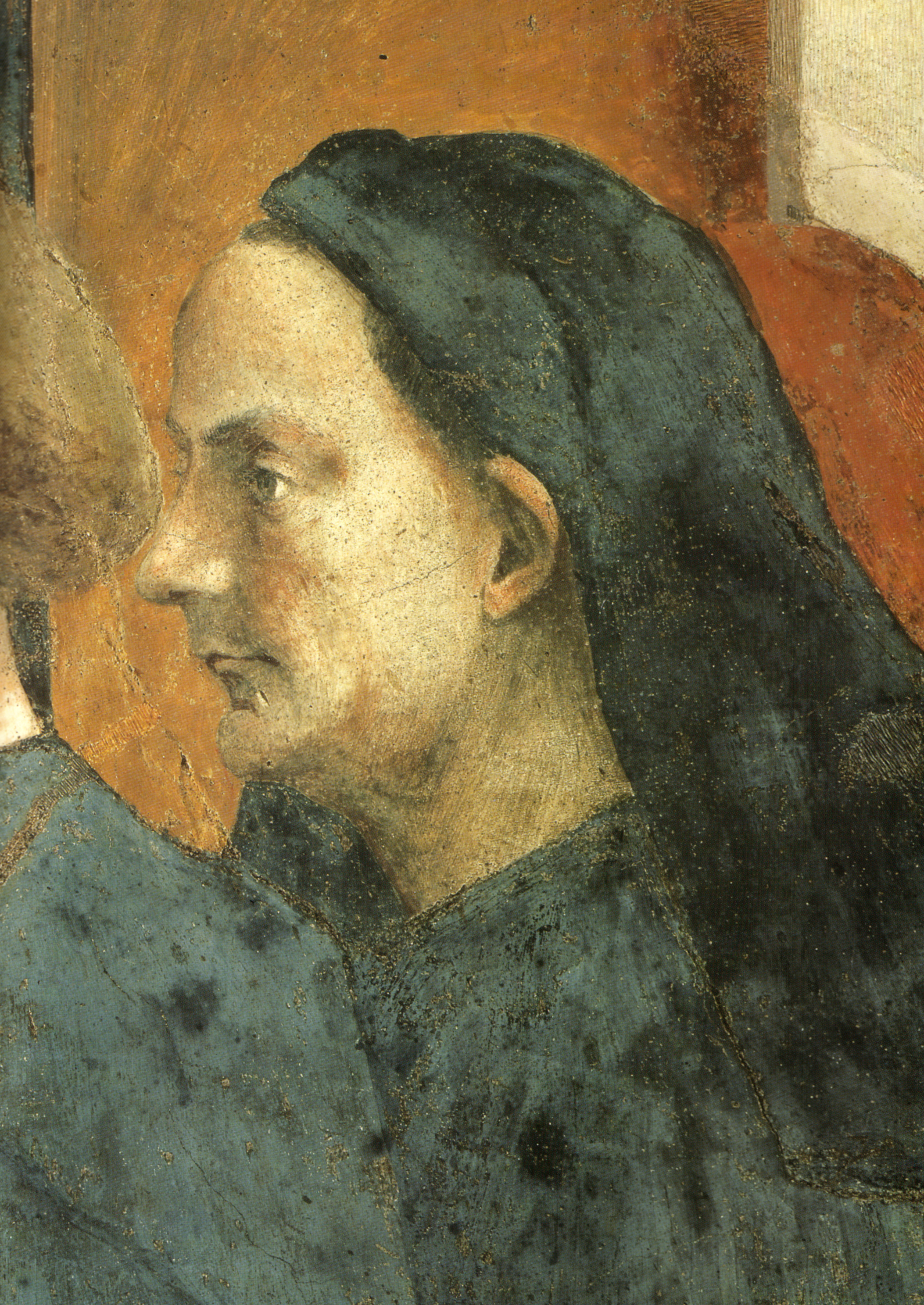
フィリッポ・ブルネレスキは、歴史上最も創造的で才能のある建築家の一人として賞賛されている。

### 語源
英語の「architect」の語源はラテン語のarchitectusであるが、さらにそのラテン語の語源はギリシャ語の「ἀρχιτέκτων (architéktōn)　アーキテクトーン」である。この「アーキテクトーン」という用語は２つの部分で構成されており、「ἀρχι アーキ」（最初に存在する者。命令する人。〜の長。）+ 「τέκτων テクトーン」（職人、建てる人）という構成になっている。つまりもともとは、建築に関わる職人たちに命令をする立場の人、という意味の表現である。文字通り、建築の仕事をする人々の「頭（かしら）」「長（ちょう）」という意味である。
なお「ἀρχι　アーキ」は接頭辞であり、「アーキビショップ　ärke + biskop」（大司教つまり司教たちの長（頭））や「ärke + fiende」（敵のボス）という表現でも使われており、 マイスターや親方も指す。「τέκτων テクトーン」のほうは建築に直接関わる現場の人々全般（大工やさまざまな職人など）を意味する。

### 各地域の建築家の歴史
ヨーロッパ諸国の場合
古代ギリシャ・ローマでは、建築術をはじめ土木技術、造兵技術、機械技術を含んだ「大技術者」、いうなればクラフトマン（工匠）で「大工」という意味であった。中世ヨーロッパに大聖堂を築いた工匠は存在しても、建築技術者は一般に職人と見られていた。
12世紀以前には修道院や教会の建築は、歴史的建築物や測量に造詣のある修道士が行っていたが、建築物の複雑化などから、11世紀半ばには建築主の要望を聞き、測量して図面を引く建築の専門家に委託する例が現れるようになった。優れた建築家は賛美される反面、他の地に同じような建物を建てられることを嫌った建築主に処刑されることもあった。故に初期ゴシック期の建築では、建築家が名声を得ることを建築主、建築家の双方ともに恐れたため、可能な限り名は伏せられた。

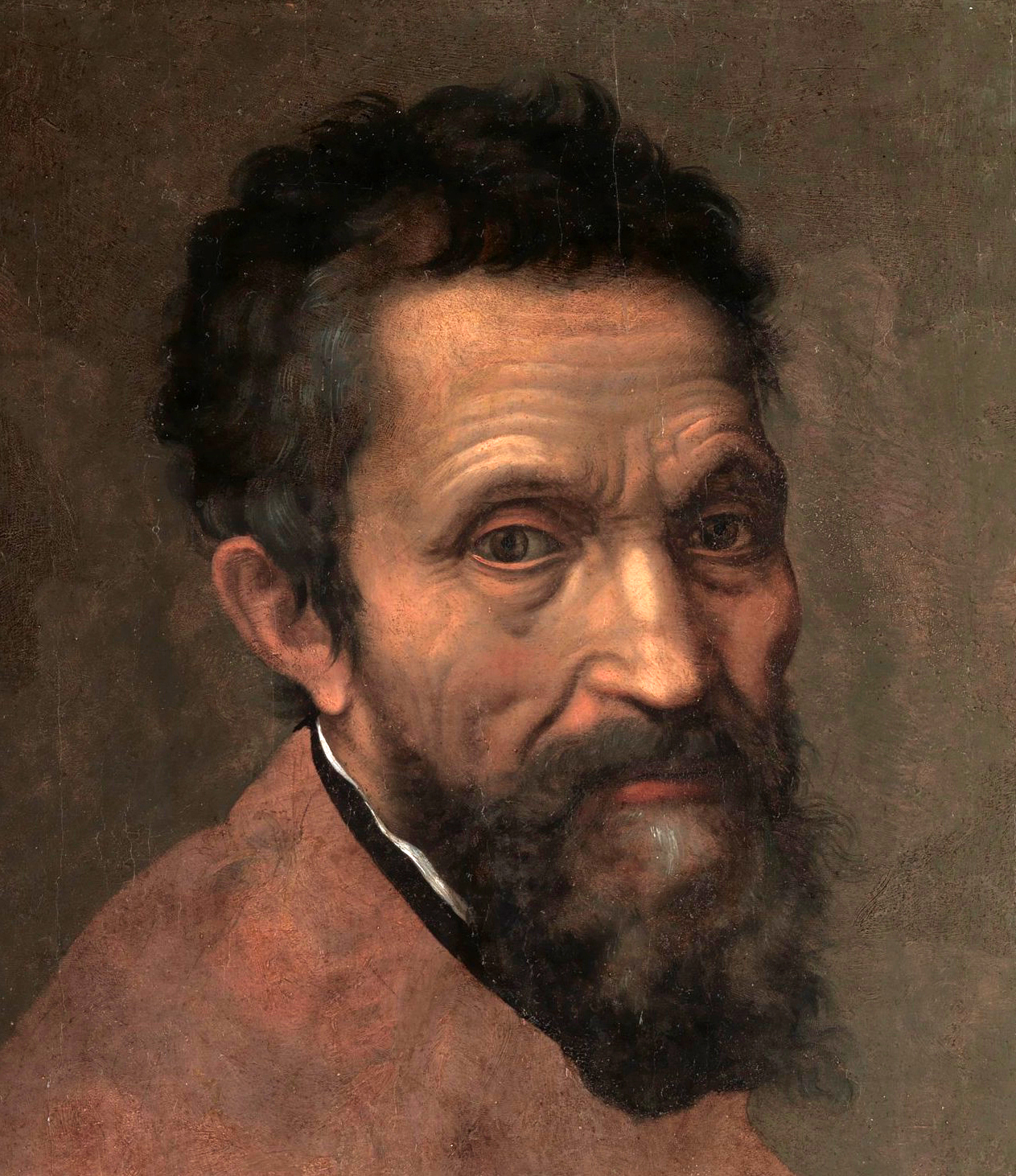
建築家でもあったミケランジェロ

アーキテクトの地位が確立したのはルネサンス期以降で、アーキテクトの名前が作品とともに伝えられるようになった。15世紀イタリアのブルネレスキがアーキテクトの始めとされる。当時、フィレンツェ大聖堂（サンタ・マリア・デル・フィオーレ）に世界最大のドーム屋根をかけることが課題となっていたが、巨大な足場が必要になるため、建設は非常に困難と見られていた。ブルネレスキはこの課題に合理的な解決をもたらし、足場を築かずにドームを造る方法を提案して、ドームを完成させた。また、万能の天才といわれた人文主義者アルベルティは『建築論』を著し、学問的に建築学を位置づけた。これらの人物の活動によって、次第に職人とは異なり、高い教養と科学的知識を持つアーキテクトの職能が確立していった。イタリアなど南欧諸国においては、ルネサンス期以降、アーキテクトは主に社会的な事業に関わる芸術家として尊敬を集めてきた。こうして、アーキテクトが芸術家的意味を帯びるのは15世紀のイタリア・ルネサンスに始まると同時に建築の形態が学問として科学的に解析検討され、芸術としての本性が追求された。アーキテクトは技術者との職分から、学者であり芸術家・デザイナーとしての側面を持つに至る。
ところが、イタリアに比べ当時は後進国であったイギリスでは、環境芸術家や都市デザイナー、アーキテクト的な側面は、イギリスで中世以来発展してきたサーベイヤー（測量技師、調査師または調査官などと邦訳される）という職能の一部として機能する。そして、このイギリス的特性の中で形成されていくのが、近代的アーキテクト像とされる。イギリス最初期にデザイン系のアーキテクトとなるイニゴー・ジョーンズや後のクリストファー・レンなど、多くの著名なアーキテクトは、当初王室サーベイヤーとして活躍し、のちにアーキテクトへと発展し、建築作品を残していく。たとえば、1666年当時のロンドン大火後の再建計画を国王や市に寄せた幾人か、クリストファー・レンのほか友人のジョン・エブリン、その他ピーター・ミルやリチャード・ニューコート、バレンタイン・ナイトなど、この時点では専門のアーキテクトでも都市計画家でもなく、本職をもちながらサーベイヤーを委嘱されていた人物らである。
この一群の中から、南ヨーロッパ伝統の、芸術家的側面のアーキテクトとは異なる、技術的な側面の強い近代主義のアーキテクトにつながるもう一方の系統が生じ、さらにギルト・職能主義の進展、近代的教育組織や職能団体を結成し、さらに国家試験を課して資格制限を目指す排他性を基調とした動向などに伴い、サーベイヤーからアーキテクトは分離独立していく。1761年には王室建設局が、それまで長らく使用してきたサーベイヤーという職名からアーキテクトという呼称に切り替えていく。こうして発生した英国内のアーキテクトは、根本的には芸術家であるからとの理由で、画家や彫刻家と同列にとどまろうとはせず、すでに多くの機会に彼らは弁護士に伍する専門家として、すなわち意匠設計に携わることだけに劣らず、建設の際施主の経済的また利害の保護に携わる高潔、聡明の士、として活動することになる。
サーベイヤーという器の中で成長してきたイギリスのアーキテクトは、その歴史をみるとおり、芸術家というより、不動産としての建築をつくる立場から、職能的倫理や資格が問われていたのであり、1838年創立の英国建築家協会（後の王立英国建築家協会, RIBA）の憲章に、建築家は本来、施主と施工者との中間者である、と説かれているのは、このような立場からである。近代的アーキテクト像がアーティスト的性格と、サーベイヤー的性格を統合する形で成立していったのには、このような歴史的背景がある。
日本の場合
日本では伝統的に設計と施工を兼ねる大工棟梁がいた。Architect の概念は、明治時代以降に輸入されたもので、まずは明治政府が雇用したお雇い外国人トーマス・ウォートルスやジョサイア・コンドルらが活躍した。次いで旧官立大学を中心に西欧の建築学が導入された。東京駅の設計で知られる辰野金吾は工部大学校（後の東京帝国大学工学部）1期生である。
Architecture は当初「造家」と訳され、1886年に工部大学校卒業生を中心に「造家学会」が設立された。やがて伊東忠太による提案を受け、1897年に建築学会（現・日本建築学会）と改称した。伊東は、「造家」では技術的な要素が強すぎるので、芸術的な要素を強調するため「建築」という名称を主張したものであったが、すでに明治6年に発行された英和辞書でconstructionを「建築術なり」と称していた。
これに対する反発として、大正時代に日本建築士会と関西建築協会（現・日本建築協会）が結成された。日本建築士会は設計と施工の分離を主張し、西欧の Architect に相当する地位を確立すべく、「建築士法」制定運動を起こした。1925年に「建築士法」案が議会に提出されたが、建築界全体の足並みがそろわず、成立を見なかった。

## 建築家の、職業上の資格要件
建築家に対する職業上の資格要件は国によって異なるが、通常は大学の学位または高等教育、インターンシップまたはオフィスでの訓練の期間、および管轄権の登録のための検査という3つの要素から成り立っている。
19世紀後半より前に建設プロジェクトの設計と監督に従事していた専門家は、必ずしも学術的な設定で別の建築プログラムで訓練されたわけではない。代わりに彼らは通常見習いとして何年も奉仕した後にマスタービルダー、またはサーベイヤーの称号を携えた（サー・クリストファー・レンのような）という。
学術機関における建築に関する正確な研究は、職業全体の発展において極めて重要な役割を果たし、建築技術と理論の進歩の焦点となっている。
英語を使用する主要国としてあげられることの多いイギリス、アメリカ、カナダ、オーストラリアの4か国を始め、他の英語使用国も含め「Architect」は法定上は登録制でその名称使用が認められているという称号資格名が主となっている。日本の建築士試験の指定試験機関である公益財団法人建築技術教育普及センターウェブサイトの「ヨーロッパにおける建築教育とアーキテクト制度」にあるとおり、ヨーロッパ諸国においても業務独占と名称独占に関してはさまざまである。
日本の建築士資格制度は、建築士の資格を有する人に対して、名称の独占と建築設計業務の独占を与えている。これと同じ制度を採用しているのはフランスやアメリカなどである。日本の制度は、欧米の制度と比較見劣りのしない制度になっているが、内容的には大きな違いがある。

### オセアニア
オーストラリアでは、建築家の称号は、州および準州の建築家登録委員会を通じて登録されたものに合法的に制限されている。これらの委員会は、オーストラリア建築家認定評議会 （AACA）を通じて提携している。AACAはまた、移住やオーストラリアでの建築家としての登録を目的として、海外資格を持つ建築家のための評価も実施する。建築大学大学院はAACAとオーストラリア建築家協会によって共同で合意された手続きに基づいて、州および準州の委員会によって認定されている。登録には認定建築学校からの専門職学位には少なくとも2年間の実務経験とそして建築実習試験の完了という3つの重要な要件がある。建築家はまた職能組織であるオーストラリア建築家協会 （旧ロイヤルオーストラリア建築家協会）のメンバーでもある。メンバーは名義文字RAIAを使用するが、同国ではすべての州および準州には、タイトルアーキテクトの使用を管理し、登録アーキテクト以外の者がタイトルを使用することを違法とする法律がある。ただし正確な要件は異なる可能性があるため、各州の関連法を確認することが不可欠である。

### アフリカ
南アフリカでは建築は資格に応じて：（Pr.Arch）プロの建築家、プロシニア建築技術者 （Pr.S.Arch T.）、プロの技術者（Pr.Arch T.）、またはプロのドラフト担当者 （Pr.Arch ドラフト。）という四つのカテゴリーの一つで従事することができる。あるカテゴリーから次のカテゴリーへの転職の可能性は規則で規定されているため、改定検討中である。大学を通して勉強するときプログラムは2つの部に構造化される。ひとつは建築学の学士号またはBSc（建築）に通じる3年のコースである。2つ目は、2年間の追加の大学院課程、専門家学位である。
大学によっては、建築学士号または建築修士号のいずれかになる。学生は最初の学位を取得した後大学を卒業でき、そして上級建築技術者になることができる。工科大学（または総合大学）で学んだ場合、建築学のコースは3年間の国立ディプロマで、さらに1年間の研究の後にはB.Techの学位を取得する必要がある。これらにより、学生はそれぞれ建築技術者または上級技術者になることができる。ドラフト担当者になるには、（2年間の）国家証明書が必要である。卒業後、「候補者」として2年間のインサービストレーニングを受けてから、プロフェッショナルプラクティス試験を受ける。さらに南アフリカの建築専門家協議会にも登録する必要がある。資格のある建築家は、南アフリカ建築家協会のメンバーになることができる。

### ヨーロッパ諸国
ヨーロッパ諸国も建築家は称号として、自国の建築家協会会員になった場合のみ授与されるというようなしくみとなっているが、ポルトガルやフランスについては、所定の実務経験をへて、オーストリアは実務経験と試験とで、イタリアは試験を経てと、会員になるのに各国で多少の相違がある。教育機関からの証書が発行されただちに建築設計に従事することができるしくみのスペインやオランダ、ルーマニアのケースなどや、実務経験を経ることによってみなされるベルギー、ギリシャのようにあくまで経験により、他分野からの参入で従事できるケースの場合もある。ベルギーは国内にある国が認める建築学校での5年間の教育を受けるが、学業期間内に法律で定められた試験と研修義務をクリアーする必要があり、また卒業後も国家試験を受けて資格を得るスタイルではなく、国内の建築家協会に登録されている事務所で2年間の研修が義務付けられ、その研修報告と受け入れ事務所の報告書が国に提出されて審査を受け、建築家として認定される。ヨーロッパは基本的に学校を卒業すれば建築家で、ヨーロッパ内でどの国でも通用する。国家によって与えられた証明証書があり、これにより建築家と称する。ヨーロッパでは特にスペインやイタリアなどでは建築家の資格を取るのが非常に難関で相当の年数と教育や研修を受け、学ぶ科目もかなり広範囲である。EU加盟国にある学校で加盟国建築協会に加入しているならば、その加盟校の卒業生は加盟国内で建築家として活動することができることになっている。
フランスではDPLGというフランス政府公認建築家資格があり、公認される6年制学校を最終試験で卒業すると基本的には建築家の資格が授与される。次にフランス政府公認建築家営業権の収得となるが、年によって試験制度は変化し、大学の教育のほかに自分の責任でまとめたプロジェクトのプレゼンテーションなど、建築理論面が重視されうる。同国では175平方メートルを超えるものをすべて資格をもった建築家が設計することになっているが、それ以下のものは資格がなくても設計できるため、一般の住宅会社については資格のある建築家なしで家をたてることができる。
フランスでは、専門的要件としてプロジェクトマネージャ（フランス語でmaîtred'oeuvre）として活動するには、
建築家は建築学の修士号を取得していること、自身の名前でプロジェクト管理のための能力証明書を保持すること、建築家の役職と職業を保護するフランスの機関であるNational Architects Order Boardに登録されていること、職業賠償責任保険に加入している、という要件を満たさなければならない。
フランスでは、職業は1977年の法律によって定義され、規制されている。「建築は文化の表現である。 建築設計、建物の質、周囲の環境への調和のとれた取り込み、自然景観や都市景観の尊重、建築遺産は公共の関心事である。 当局と、アプリケーションの処理中に、この関心の遵守を保証するために細分化する権限から建築許可を発行する責任を負う」 といったこの法文はとりわけ、建築家として実践するための教育上の要件、および建築の専門職を行使するための規則をタイトルIIIおよびIVを設定している。1977年の法律によれば、「建築許可申請の対象となる建設を請け負うことを望む人は誰でも、建築プロジェクトを確立するために建築家に頼らなければならない 」等建築家への必須の頼りを備えられて以降、建築プロジェクト契約面積が170平方メートルを超える場合建築家との契約が必須となる（この値は、農家の建物で800平方メートルまで）。それ故建築の国立学校、そして国立建築家注文委員会もあわせフランスの建築の管轄はフランス政府の文化局に完全に依存されている。教育は公立学校であるフランスの国土全体に広がる20 ENSA（国立建築高等学校）学校の1つによって提供され、授業料は年間約700ユーロ上昇。フランスのEtudes d'Architecture （フランス語）を参照。
フランスでは有資格者で、かつ建築家として登録した人しか設計業務を行うことができないが、有資格者でも職域によっては登録できないことが特徴である。フランスでは建設会社などに所属する建築設計士もおり、これらが第三者性が確保できないという理由からである。
アイルランドの建築の主要機関はアイルランドの王立建築家協会、RIAIである。会員は接尾辞 MRIAIを使用することができ、会社の文房具などにタイトル「Architect」を使用できるように登録されている。なおタイトルは近年制度保障されたばかりである。
アイルランドは法律的に名称独占も業務独占もない国の一つである。しかし、これにかわってアイルランドではRIAIの会員制度が機能している。つまり大学で建築教育を受けた者に入会資格が与えられ、倫理規定が課せられる実質的に、外部にわかる形で、建築家の名称保障がなされている。
登録建築家になるのには認識プロフェッショナル・プラクティス資格の一つであるRIAI に許可を得るために通常の経験承認が2年以上で、続いて建築の認定学校で5年間のフルタイムの研究を行うので、全体として登録を取得するには最低7年かかる。この詳細はRIAIのウェブサイトにあるが、
登録簿への代替ルートとして、ARAE（Architects Register Admission Examination） を利用できる。これは必要な教育および職業資格を持たない人がアイルランドで登録簿に入る機会を提供、この審査は2009年以来成功裏に実施されている。
アイルランドの建築家協会は、2007年建築管理法第3部に対応して設立された老舗の自主建築家のグループである。同法は、アイルランド共和国で「建築家」という用語の使用を統制することを初めて求めている。同グループは、職業における自己訓練建築家の以前の地位を回復するための法律改正のロビー活動もしている。
工学系学部にも建築課程のあるイタリアでは、建築家の名称をシビルエンジニアには与えないが、設計の業務独占は両者に与えるという現実的解決策をとっている。
イタリアで建築の職業に就くためには、個人は最初に建築の学位または建築工学の学位を取得し、次に4つのテスト（3つの筆記と1つの口頭）で州試験に合格することによって得られる専門資格を受ける必要がある。実際には建築家はOrdine degli architetti （建築家の順序）に登録する必要があるが、最近の改革後に計画者、造園家、および保全専門家（建築遺産）も含まれる。要件は州ごとにまとめられており、登録は建築家の居住地に基づいている。オーダー内には特定の資格に応じて現在いくつかのクラスとカテゴリがある。なおイタリアの法律は適切な令で登録された建築技術者に対しても同等の権利を認めている。建設業界での他の専門家は建設に特化したジオメトラ （測量士）とペリト産業 （技術エキスパート）がある。これらの専門家は建築家やエンジニアと比較していくつかの制限があるが、彼らは建築作業の基本的かつ補完的な側面を学ぶことを目的とした異なる短期の学習コースで修了しているからである。
イタリアではL'architetto navale造船アーキテクトは建築の学位を持ち、造船の分野に従事する。すなわち建築が船体形状の設計や静水圧、流体力学、海上維持、操船特性の研究を扱う造船学の一分野である。 この科学分野を建築分野として扱うため、一般の建築家は、造船アーキテクトと区別するために、しばしばarchitetto civile（土木建築家）と呼ばれる（1923年12月31日付R.D.2909号「国家試験に関する処分」に基づくarchitetto civileとして）。そして建築および建設工学出身者は1999/509 の大学制度改革により学位クラスの名前が確立されて以降、工学部のクラス 4/S の卒業生となり、その分野においては同じ法で認可される。この点については、AUIC-ARCH コースと AUIC-ING コースの両方を改革したミラノ工科大学の建築・都市計画・建設工学科（Scuola di Architettura Urbanistica ingegneria delle costruzioni del Politecnico di Milano）の例で説明ができる。エンジニアの育成を目的とし、注目すべきは、旧課程の卒業生も全員、1999/509 以降の新課程の学位を取得していることが明らかなことである。
英国では、「建築家」という名前、スタイル、またはタイトルを掲げての活動は建築家登録委員会に登録されているものに法律で制限されている。登録に必要な資格と経験を取得するには、通常最低7年間かかる。登録を希望する者は最初に認定大学レベルの建築学校で勉強する必要がある。大学によっていくつかのバリエーションがあり、基本原則は建築家として資格を得るための候補者は王立英国建築家協会によって管理されるが、候補者は建築学の学位（通常3年または4年、通常はBA、BSc、またはBArch）を取得修了し、建築家の事務所で仕事の経験を積んでRIBA Part Iから免除を受ける、その後候補者は大学院卒業（Dip Arch）、修士（MArch）、またはB（Arch）のいずれかを取得するために、通常2年間の大学院卒業コースを修了する必要がある、そのコースを完了すると候補者はRIBAプロセスのパートIIから免除を受ける、その後候補者は職業実務管理におけるRIBAパートIII試験の受けるが受験を許可される前に、少なくとも1年以上の経験を積む必要がある、
という3つの段階を通過しなければならないということになっている。
英国は、英国王立建築家協会：（RIBA）とが推奨する中建築家登録委員会（ARB）に一連の検査を通じて題され、学位を取得する方法は7年間続く。学位習得に3年間の - RIBA試験の最初の部分|インターンシップの1年間 - 2年間の集中コース|RIBA試験の第2部 - インターンシップのもう一年|RIBA試験の第3部、という期間を費やす。前述の試験の第1部と第2部は、「追加資料」を含む候補者が作成した「分析的解説」に基づいており、審査官の審査が続く。修習の最後の1年後、RIBA試験の第3部は、以下のガイドライン：実践の背景｜アーキテクチャにおける管理｜建設管理｜実務管理と経営管理、を考慮して候補者を評価する。
Architectのタイトルは英国で法律で保護されている。建築家1997年の法で上記の修練を規制される。建物の行為の伝統的な発展は、クライアントがプロジェクトを実行する建築家を選択し、それはクライアントの代わりに建物の責任者となる（対照的に工業用建物の役割は、エンジニアまたはプロジェクトを担当するエンジニアリング会社に相当）。前述のケースでは、アーキテクトはエンジニアとコストのエキスパート（数量調査士である積算士）の選択についてクライアントにアドバイスする。後者は、材料のコストを見積もり、文書を準備し、建物の許可を得る責任がある。建築家は、しばしばコストエキスパートと共に建設会社を選択、それによって下請けされる会社も決まる。それが示されているように、このモダリティにおける建築家の中心的役割は、他の専門家によって占有されることがある。特に、建築検査員は、保守またはリハビリプロジェクトで通常この機能を実行する。
ただしイギリスは法律的に建築家の名称独占だけで、業務独占のなされておらず、これは意外と思う人がいるかもしれないがサーベイヤーの伝統からか、建築家のみに設計業務の独占権を与えることに強い反対があったためのようである。実態としては建築家の設計責任が大きいため通常の建築については建築家に設計が依頼されている。
北欧と称される5カ国では、アイスランド以外のスウェーデン、ノルウェー、フィンランドの3カ国には、建築家制度のような試験制度はもとより、登録規定制度などもないことが知られている。各国で所管される建築関連法規にも建築家などについての規定はなく、建築家としての業務は法的な保護はなされてはいない。このため建築設計に従事するにあたって免許等は必要なく、適格な判断は地方自治体などに任されている。デンマークで建築家を目指すのであれば、国内に2つある建築学校どちらかを卒業し、その学校の最終学年の試験が年2回行われ、無事にパスをすると協会への入会資格が与えられる。建物のデザインだけを扱うのではなく、家具や照明器具や食器、あらゆるものの「デザイン」をする職能となっている。建築設備や構造などは建築家教育施設とは別のテクニカルスクールでしか学ぶことができない。ノルディックカントリーであると、資格制度がないため、大学の建築学科学士と修士で5年間の教育を受け、肩書き「sivil architekt」が認定される。
これらの国でアーキテクトという名称は、建築に関する学位取得した者を指している。ただし学位授与自体が法的にも保護されており、建築候補者という卒業生称号が国によって証され、一般に学位取得者が建築の実務を行うに当たる資質を有するとみられているのである。さらに取得者は各国で建築家協会が組織されており、この組織への入会条件ともなっている。協会に入会せずとも民間での実務を行うこと自体はできるが、国や自治体等での業務を委託するには経験や専門性の証明要求がなされる。

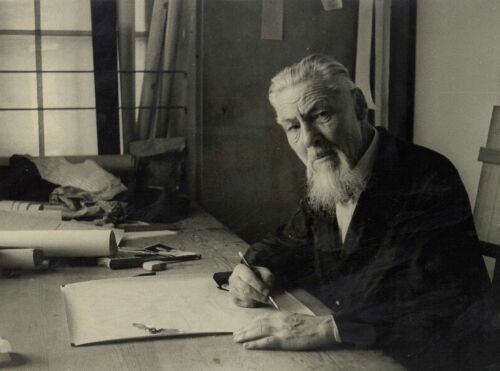
建築家ヨジェ・プレチニック （1943）

たとえばスウェーデンは建築家の称号が守られていない数少ないEU諸国のひとつではあるが同国では建築資格を取得し（EU資格指令に適合する）、少なくとも2年間の実務経験を持つ建築家が保護称号建築家SAR / MSAを使用することが一般的である。建築家SAR / MSAの職業上の称号はSveriges Arkitekterによって発行され、その組合員のことである。それは建築家のための品質保証として役立っている。一方かなり小規模な職業団体であるArkitekter In Swedenは、タイトルアーキテクトAISを発行している。また環境デザイナー/ランドスケープアーキテクトにはLAR / MSA、インテリアアーキテクトにはSIR / MSA、プランニングアーキテクトには FPR / MSAを発行している。
建築教育には、建物や建物の環境の計画、設計、管理、更新に関するコースが含まれている。スウェーデンでは、5つの大学の専門課程（チャルマース工科大学、スウェーデン王立工科大学、ルンド大学（旧ルンド工科大学）、ブレーキンゲ工科大学、ウメオ大学）が建築家に就任する権利を有している。同国の建築学位は、学部レベルの学士号および上級レベルの修士号の学位が取得されたときに取得される上級レベルの専門学位である。学士号には180単位、修士号には120単位が必要である。これは5年間のフルタイムの研究に相当している。職業学位と同様に、学部によって学位の専門分野も異なっている。例えば、チャルマース工科大学の建築プログラムでは、理学士号 （Techn、サマルカンドまたは、学士号）や科学修士と選出タイトルの科学（修士）がある。
専門資格の認定に関するEU指令2005/36 / EC（資格指令）は、建築トレーニングおよびその他の資格を他のEU諸国またはEFTA国で認定するための要件を定めている。建築の学位は高等教育条例の付録2に規定されており、上記のEU資格指令の品質要件に準拠している。またより上の建築家の学位もまたヨーロッパ建築指令に準拠しているがこれは、スウェーデンの訓練を受けた建築家が他のESS国でも同じ権限を持つことを意味している。このため同国では新しい建築学位プログラムを2007年7月1日以降に教育を始めた者から改めた。ただし2007年7月1日より前にプログラムを始めた者にはそのために古い建築学位270単位（4.5年間の学習）も含められる。建築プログラムの資格を得るためには基本的な資格に加えて数学C、化学A、物理A（あるいは化学および物理の代わりに自然科学A + B）および社会科学Aのような自然科学研究が必要）：BI、BII（高等学校の学年単位）、HP（高等教育単位）、AU（建築試験のポイント）が必要で、競争は高い入学要件と毎年数千人の申請者があり激しい。高等学校の成績と大学のテストからの入学ポイントではそれぞれ約22と1.9ポイントである。入学ポイントは年によってそして学校によって異なるが、一般にこれらのレベルにある。
スウェーデンで最初に認定された女性建築家スネルマン（Brita Snellman）の場合、1920年に工科大学の建築学部に属する余剰学生であった。翌年、法律の女性が正規学生にならなければならないという規定によりヘデモラで1922年に石工としても修業し、1924年に建築を卒業。同年の8月にHjortの建築事務所に雇用された。
スウェーデンでは19世紀以降、「芸術的な」建築家と、その後「要塞技術者」と呼ばれていた建築家を区別することがある。この違いは、ストックホルムには実際には2つの建築学校があるという事実にも見ることができる。
スウェーデン王立工科大学|KTHの建築学部では、修士号プログラムDesign and Constructionが2002年に60ポイントで設立された。プログラムを申請するには建築工学または建築教育から120単位の学士号を取得する必要があった。設計と建設の修士課程は、建築家やエンジニアとして働く機会を持つ180クレジットを含んでいた。ルレオ工科大学では、建築系の工学学位が2005年に設置された。ただし、このトレーニングには少数の建築課程が含まれているのみのため、伝統的な意味での建築家学校とは見なされない。この教育は建築学の学位ではなく別の修士号につながっている。
2006年秋からチャルマースでは建築家としても土木技師としてもダブルディグリーの機会を提供する新しい教育制度がある。このカリキュラムは建築と技術という名称で、300から360クレジットである。
ドイツの場合も、修了証書が国によって保証されており、学位を取得し2年間の実務を経て、建築家会議所アルキテクテンカルマに入会許可を得ることができる。建築家の称号はこの州ごとの建築家会議所（Architektenkammer http://www.architektenkammern.net/ ）に登録されているものに法的に制限されている。建築家になるにはドイツの建築家会議所への入会が必要である。会議所はインテリアデザイナー、ランドスケープアーキテクト、そして都市計画従事者も登録している（ http://www.architekten-thueringen.de/english/ ）。登録には部門ごとに異なるが3つの一般的な要件がある。4年間の建築プログラムの修了、継続的な専門教育、および登録建築家のもとでの数年間の実務経験が必要である。建築家会議への登録は建築家の居住地または職場に基づいている。そしてすべての州建築家会議所は、ベルリンにある連邦建築家会議所（BAK - Bundesarchitektenkammer）のメンバーである。ただし連邦所は職業上の登録提供はしていない。
なお、連邦制を採用しているドイツでは州によって技術者にも建築家と同じ業務独占を与えており、混在した制度となっている。
スペイン（LOEによって設立された）では、プロジェクト起草や建築物の建築管理はその用途にかかわらず、建築家が行うことができる。さらに、特定の用途（住宅、教育、行政、文化、宗教、健康）の建設作業は、建築家によってのみ設計され、示される。
したがって、この資格は、都市の問題だけでなく、建築の分野でも最も幅広い能力を備えている。建築家によって設計された作品の重要な執行の方向性は、建築家と一緒に仕事のプロジェクト管理を行う技術アーキテクトのみ対応。法律が技術アーキテクトに付与する帰属は、数量検査員、技術アーキテクト、建築技術者、および2010年7月8日付最高裁判所の判決の適用から得られたその他の資格によってテクニカルアーキテクトの職業遂行のために実行されている。同国でArchitectの職業は、建築家としての練習を希望する人が公式の建築大学に登録されていることが法的に義務付けられているため、いわゆる強制的なライセンスの一つである。これらの組織が公的ビザを通じて建築家の法的訓練を証明し、法律に基づく能力の範囲内で行使し、職業の組織と利益の保護の手段として機能している。さらに、スペインでは、建築家の学問的トレーニングは都市計画家のものと密接に結びついているため、建築家はその人数などにかかわらずあらゆる市町村のあらゆる規模の計画、基準または都市計画を作成する能力があるとされ、建設セクターの異なる専門家の帰属が混乱することがあって有能な専門家は次のようになる。建築家に対応し橋、ダム、ドック、道路などのプロジェクトを立案課題とする運河や港の土木技師や道路エンジニアなどや、住宅、行政、宗教、健康、教育、文化に関した建物の計画担当する者を建築家、残りの建造物は建築家またはその専門エンジニアなどが、例としてあげられる。
スペインの建築家を希望する個人は、文部科学省の認定を受けた大学から建築学位を取得する必要がある。実践的な経験を認識させるので、これで十分な状況である。世界の他の国々（メキシコなど）と同様に、スペインでは、建築家は建築家自身の専門分野を背景にしているだけでなく、土木工学、構造計算、設備の更新、不動産管理、プロジェクトの実現可能性調査、開発の促進、建物の検査などが含まれる。そのため、建築家の活動は基本プロジェクトだけでなく、実行プロジェクト（他の国のエンジニアも想定している）と作品監督のプロジェクトにも還元される。スペインの建築家の称号はその能力によって、イタリアに存在する建築家建築技術者の称号と同化することができる。このingegneria edile-architetturaその属性は建築家と土木技術者二重に対応している。
スペインでは他の国の建築家も、州協定によって合法的に認められている場合、その職業を実施することができる。ただしスペインの建築家の称号は、スペイン外の外国人の公認時、スペインでの称号は公認は直接的にはなされない。エンジニアリングの能力を持たない建築家の学位で権能を持つと理解するような建築家の称号は、スペインには存在しないと付け加えられる。称号が取得されたら、建築家は自治体の建築家協会に登録することによって認定されなければならない。この査証によってあらゆる専門的活動が建設の計画、設計、方向性の範囲内で行使することができる。免許を持つ建築家は、独立した専門家として、民間の建築会社のメンバーとして、または民間の建設会社のメンバーとして業を実施することができる。行政（中央政府、自治政府または市議会）でも同様である。

### 南北アメリカ諸国
アメリカでは、弁護士、建築家、医者などを対象とした職能法人制度があり、建築家を含む専門家の独立性が保たれる制度がある同国では建築家になることを希望する人々はそれぞれの州の要件を満たす必要がある。各州にはその州の免許法を監督するための登録委員会がある。建築登録委員会の全国評議会は 1919年に設立された非営利の専門家協会で、州のしばしば矛盾する規則間の平等を確実にする活動を行っている。50州（および5つの地域）それぞれの登録委員会NCARBがあり、資格のある建築家に国家証明書を発行する。NCARB証明書は、承認または相互主義による免許の付与を目的として、ほとんどのライセンス管轄で認められている。要件は管轄区域によって異なり、登録には3つの一般的な要件、教育、経験および審査がある。米国の約半数はその教育要件を満たすために国立建築認定委員会 （NAAB）によって認定された学校の専門学位を必要としている。これはB.ArchまたはM.Archの学位である。合意された候補者のための経験要件は、典型的には建築経験プログラム（AXP）、アメリカ建築家協会 （AIA）の共同プログラムである。AXPは、インターンアーキテクトの基本スキルとコアコンピタンスを特定するためのフレームワークを作成する。インターンアーキテクトはライセンスアーキテクトのもとで6つの特定部門（業務管理、プロジェクト管理、プログラミングと分析、プロジェクトの計画と設計、プロジェクトの開発と文書化、および建設と評価）にわたって約3年の経験を積む必要がある。学位取得要件を求めない州で受験者が受験資格を得るためには通常、AXPの多様化要件と組み合わせて10年間の全経験を必要とする。カリフォルニア州ではC-IDP（Comprehensive Intern Development Program）が義務付けられている。これは、IDPのシートタイム要件と、発生した学習を文書化する必要性に基づいている。すべての管轄区域で、NCARBが管理する一連の6つ（以前は7つ）のコンピュータ化された試験である建築家登録試験 （ARE）を使用している。NCARBはまた、NCARBのモデル規格を満たす建築家のための認定においてNAABの学位、AXPおよびAREの通過を受けているが建築家が別の管轄で登録を望む場合、この証明書はメンバーボード間の相互関係を容易にしており、それぞれの州によって認可されたすべての建築家は、登録建築家（RA）としての職業上の地位を持っている。ただし州の登録委員会の方針によっては他の方法で建築家としてのライセンスを取得することが可能な場合もある。典型的な免許取得プロセスの長さは、候補者の教育、経験および試験のペースの特定の組み合わせによっても異なるが一般に免許取得プロセス全体が完了するまでに少なくとも7年から11年かかる。5年間の研究（B.Archは5年間、M.Archは3年間、「4プラス2」プログラムは6年間）、3年間以上の経験（各カテゴリーのIDP要件を満たす） 7回のARE 4.0試験の受験と合格までに1年以上かかる。アメリカでこのタイトルを得るには、必要とする建築家の国家登録ボードによって提案された一連のテストをNAAB認定スクールの認定を受けている学位を獲得し、建築家登録試験（ARE）合格、さらに要求を取得する前に建築家の監督の下で実際最小で三年の実務を行うことに留意しなければならない。
AREは州別試験で各州は一連の特定の要件を提示し、各地域に存在する環境の多様性のために独自のライセンスを付与している。他の州ではいくつかの相互協定があり、その間に容易に度合いを移すことができる。高等法（ニューヨークやカリフォルニアなど）のある州では、学の事実は習得の要件ではなく、建築家の認定を受けた10年間の修習で十分としている。しかしほとんどの州では現在学士号が必要とされており、ほぼすべての雇用局側が求めており、それぞれの州で資格を持つすべての建築家は、登録建築家（RA）である。
アメリカ建築家協会（American Institute of Architects、AIA）は、継続的な教育プログラム、標準契約や慣行とのデザイン賞を含め、アメリカの建築家、へのサービスの範囲を提供し、プロの組織である。そのイメージとは対照的に、AIAは建築家のライセンスに直接関与していない。実際、建築家のための「AIAライセンス」または「AIA認証」は存在しない。ただし、AIAのメンバーは、その名前に接尾辞「AIA」を使用することがある。AIAは資格者のみが入会できる団体であり、保証・保険などのサービスとネットワークを提供する職能団体である。身分証明に AIA を付記することは、この会員にのみ許される。とはいえ、AIA メンバーでなければ建築家ではない、というわけではなく、AIA に所属しない建築家も多い。
公益財団法人建築技術教育普及センターウェブサイトの「北米3ヵ国における建築家資格の相互認証とメキシコの建築技術者制度」によると、メキシコ建築家については、法律制定以前は、建築家学会（Sociedad de Arquitectos Mexicanos A.C. 1905年設立）が建築家をまとめる活動を行い、1946年に「労働法・建築家に関する法律」制定後、新たに各州において建築家協会（Colegio de Arquitectos de各都市名A.C.）が設立（1946年）されはじめ、同時に建築家学会と統合し活動を行うかたちとなったとし、1965年には、各州の機関がまとまり、建築家の資質・技術向上のためにメキシコ建築家協会連合（Federacion de Colegios de Arquitectos de Mexico）が設立され、現在に至っているという。建築家の称号（資格）を取得するためには、ASINEAが認定する大学の建築学部を必要条件（社会奉仕、建築実務、学位論文、卒業試験）をみたして卒業後、出身大学がある州で建築家免許を発行され、晴れて建築家として業務に従事することとなっているが、免許も州内のみ有効で、その後メキシコ全土で有効の免許は専門技術総合局（DGP：Direccion General de Professiones en Mexico）に別途申請し免許交付を受ける必要があるとしている。メキシコでは、建築を含むあらゆる職業が公教育事務局によって規制されている。事務局は認められた学部課程が無事達成された後のみプロフェッショナルライセンス（スペイン語cedula pro ）を免除する。したがって、建築家が学部の卒業証書と専門の免許を保有していれば法的には十分である。公機関または建築家協会への登録は完全に任意である。それにもかかわらず、他の規範が建築業界を規制している。メキシコでは建築事業が建築家以外の個人によってなされるのが一般的である。これらの規制は建築の専門家とは全く無関係である。大規模建設の場合、専門家が建設担当責任者（スペイン語、Director Responsable de ObraまたはDRO ）として行動する必要があるがこの役職には最低2年間の建設の専門的経験と、さらなる評価および/またはトレーニングが必要である。ただし、建築家がこの役割を引き受けることは稀である。これは一般的に土木技師によって好まれ、留保される立場である。
カナダでは建築家として必要とされているライセンスを習得するためにはアーキテクチャでの学を修了した後に到着したいくつかある地方の建築協会ですべて数年間の試用期間を完了し、試験のシリーズを渡し、年会費を支払う。
カナダのロイヤル・アーキテクチュア・インスティテュート（Royal Architectural Institute of Canada）は、「カナダにおける建築とその実践の声」になることを目指している。この組織に属するアーキテクトは、名前の後にRAIC接尾辞を使用する権限を持っている。RAICのすべてのメンバーは建築学の学位を持っているが、カナダの建築家のすべてがRAICのメンバーというわけではない。
カナダでは、建築家は登録のための3つの一般的な要件、すなわち教育、経験、そして審査を満たすことが義務付けられている。教育要件は一般的にM.Archから成り、カナダの建築認証委員会（CACB）によって認定されている。賛成候補者の場合、経験要件は通常インターン・アーキテクトプログラム （IAP）であるがそれぞれの地方建築家法に基づいて付与された権限により各建築家協会がインターンで最低5,600時間の実務経験を積むことを要求する。事前登録/免許取得期間の基本的な目的は、インターンが建築の実践に従事するのに必要とされる実用的なスキルと能力の水準を満たすのに十分な経験を提供されることを確実にすることである。この経験は4つの主要なカテゴリーと16のサブカテゴリーに多様化されており、登録建築家の直接監督の下で修業を修了しなければならない。現在、すべての管轄区域で建築家登録審査 委員会 （NCARB）が管理する一連の7つのコンピュータ化された試験である建築家登録審査 （ARE）を使用している。同様に、すべての管轄区域は、Pan Canadian ExAC委員会が管理する、カナダの建築家試験 （ExAC）を承認している。教育要件、IAP、および試験が完了したら、それぞれの州の建築研究所に登録/ライセンスを申請できる。建築家は年会費を支払う必要があり、継続的な教育要件を満たして実践するためのライセンスを維持する必要がある。
カナダ王立建築協会 （RAIC）は1907年に設立され、3,600人を超える建築家、および建築家認定校の卒業生を代表する自主的な全国協会である。RAICは「建築の声とカナダでの実践」を目指している。メンバーは自分の名前の後に接尾辞MRAICを使用することが許可されている。接尾辞FRAIC（Fellow of the RAIC）は、RAIC College of Fellowsのメンバーによって使用される。RAICのすべてのメンバーが建築の認定を受けている学位を取得しているわけではなく、カナダのすべての建築家がRAICのメンバーであるとは限らない。
ブラジルで建築の仕事をするには、工学農学連邦評議会（CONFEA）から分離した建築都市評議会（CAU）が認定するCREAという資格が用意されている。試験はなく大学建築学部（FAU）卒業で資格として認定される仕組みである。ブラジルでは大学進学率が低いため、建築家の社会的地位はおろか大学出という立場は相当価値が高い。総じて富裕層出身者が多く、所得水準が高水準である。日本のような一級建築士として工学的設計瑕疵が重く問われる国とはかなり異なり、製図はDesenhista製図工が行い、建築の確認申請もProjetistaに任せ、構造や設備などもエンジニアに任せる仕組みであり、計画意匠の統括がブラジルの建築家の役割となっている。
アルゼンチンにおいて建築の実践には、国家教育省の認可を受けた州立または私立大学のカリキュラムの承認を必要とする。機関に応じたプログラムで、5年から6年の間で異なり、最終論文の要件を含む場合と含まない場合がある。そのプロフェッショナルの責任範囲には、通常、都市計画と国土計画も含まれるが、この大学院の専門課程も数多くある。
職業訓練の資格は、それが国家であるか各省であるかにかかわらず、専門家協会によって付与される。ほとんどの地方自治体は各管轄区域内での業を許可するためにこの許可証を必要としている。地方自治体が建築警察の責任で設計を承認し、建築許可を与え、建物建築を可能にするために建築家が実行しなければならない専門的な作業は次のとおり。
プロジェクト - 建設管理（すなわち、発起人または所有者に代わっての建設事業のコントローラー）|技術的表現（すなわち、建設会社に代わって専門的な技術的責任）- 非常に小規模な作業を除いて、または所有者の管理によって実行される場合を除き、タスク2とタスク3は互換性のない責任であるため、同じ専門家によって実行することはできない。
なお、実用的かつ法的な観点から、土木工事の設計・施工上のincumbenciesアーキテクト、主要な作業専門家の作業が他の職業、特に土木技師、構造においてエンジニア、または同等の者が建物の表装と高さの制限により可能としている。

### アジア
シンガポールでは大学での勉学が必要である（シンガポール国立大学での5年間のコースまたは承認された特定の外国の大学など）。大学の修了時には、登録建築家の下で最低2年間働くことによる追加訓練の登録が要求される。シンガポールの法律は「建築家」という用語の使用を管理し、建築家登録簿に記載されるべき要件を規定している。シンガポール建築家協会の会員資格は、任意の専門家資格である。
インドで建築家が職業実務を行うためには、1972年建築家法の規定に基づいてインド政府によって構成された建築評議会に登録する必要がある。建築家の職業は1989年の建築家規則（2003年に改正された通り）によって管理されている。COA登録サービスは建築の程度を提供する機関の認定も提供している。これは、16営業週間（1学期）の職業訓練を含む最低5年間の期間である。インドの認定資格をって建築教育を提供する機関は大学の構成大学/学部、みなし大学、附属大学/学校および自律教育機関を含めて約280の機関がある。なおインドの法律は適切な令で登録された土木技師に対しても平等の権利を認めているが、同国の土木工学の大学院の学位プログラムは専門的な実践なしで4年間の期間である。
スリランカでは「建築家」および「公認建築家」という用語は、スリランカの建築家協会法（行為）1976年の1とスリランカ建築家協会（改正）法、1996年の第14noに基づく保護されたタイトルである。スリランカでは、建築家は登録のための3つの一般的な要件を満たすことを要求されており、教育、経験、そして審査と教育は、モラトゥワ大学またはシティスクールオブアーキテクツ（スリランカ建築家協会が所有）またはSLIAが認定する外国の大学が主催する学位コースといった利用可能な2つの機関のうちの1つから行われている。そのうちモラトゥワ大学は、SLIAとRIBA の両方に認められた「3 + 2」プログラムを提供している。3年間の学士号（建造環境）の学位と2年間の修士、M. Sc。（建築）。2年間の適切な実務経験とSLIA Part III試験の無事完了を伴うこれは、憲章と建築登録委員会（ARB）登録につながるが、最近になってモラトゥワ大学は「3 + 2」プログラムを5年連続のB.Archに変更した。このほかにCity School of Architectureは7年間のパートタイムコースを提供し、その間学生はチャータードアーキテクトの監督の下で継続的に働きながら、パートタイムで学校に通っている。このプログラムの最初の4年間の修了はSLIAパートIの資格があり、3年後の残高の修了はSLIAパートIIの資格がある。1年間の適切な実務経験とSLIA Part III試験の無事の完了でこのプログラムを成功裏に完了することは憲章と建築登録委員会（ARB）登録につながるといえる。
北朝鮮では、1953年に設立された平壌建設大学に、建築学部、建築工学部、都市経営学部、建設材料学部など六つの建築関連学部があり、このうち建築学部には建築学科、園林学科、都市計画科の三つの学科がある。定員は併せて450から500人である。建築学科は住宅、公共建築、産業·工場、室内でほかに古建築·建築史、建築理論·美学理論の各講座からなっている。建築工学部には、土木などエンジニア系の学科がある。併せて900人である。他、各地方に建築単科大学があって建築家を養成する。大学は5年制である。優秀な人材は研究院(大学院)に進む。さらに研究院を卒業して、研究士になる道もある。北朝鮮では普通、大学を出ると設計員の資格を受験する。六級から一級まであって、一級上がるのに三年の経験を要するとされる、かなり厳しい条件である。二級以上になると、功勲設計家、さらには最高位である人民設計家となる資格を得られる。
第二次世界大戦後の1950年、建築士法が成立し、国家資格としての「建築士」制度が誕生した日本では「建築士」が法定の資格名となっている。実務上は、建築設計事務所のなかでも国家資格である「建築士」を擁した登録事務所でなければ、一定規模の建築を設計・監理することはできない。法律上は、極小規模な建物を除き、建築士以外の者が設計や監理を行うことは禁止されている。また、建築士の資格を持たない者が建築士と紛らわしい名称を使用することは禁止されている。戸谷英世『欧米の建築家、日本の建築士』（井上書院、2018）では、日本では住宅建築設計であっても建築士法により建築士以外の者が住宅建築設計及び工事監理業務を行うことを禁止（就業制限業務）しており、資格を得る条件として建築士法では大学及び高等建築機関で建築教育に応じた学歴と建築の設計工事監理の実務経験を受験要件と定めているが、欧米の人文科学としての建築設計教育が行われていない日本で実務経験として設計工事監理のできるところは実際一部の建築士事務所等に限られているとしている。同書によると欧米では建築学は人文科学（ヒューマニティーズ）学部で教育し、卒業生はアーキテクトになるほかにドラフトマンになることもあるがドラフトマンには人文科学の学歴は義務ではなく、材料と工法の専門技術かあればドラフトマンとして生計を立てることができる。またドラフトマンには質格はないが、多くの場合建築家との共同作業を通して実施設計の作成能力が求められる。
この上で、明治期の日本で近代建槃設計として始められた建築教育は、欧米のアーキテクト教育ではなくドラフトマン教育であったとし、日本では人文科学としての近代ルネサンス思想などを学ぶための歴史・文化・生活教育は一切行わず、建築製団技術者が近代建築の工事のために建葉意匠の設計図書を作成することを第一とした教育で、明治時代の工部大学校で行われた近代建築教育では建築機能と性能を満たす一般建築構造（ビルディング・コンストラクション）として建築を設計し、それに近代ルネサンス様式の意匠を施す技術教育を建築学とし、意匠設計教育はドラフトマン教育であり、様式の建築物をつくることを条件（指定された様式）に実施設計図書を作成しなければならなかった日本ではこの結果設計業務委託でも設計入札が一般的に行われ、落札者は施主のもとへ意匠のモデルを拝借にくることが日常的に行われていたとしている。さらに戸谷は、設計図書作成にかかわる欧米の基本設計を行う「アーキテクト（建槃家）」と実施設計を行う「ドラフトマン（建築製図技術者）」の関係では、ドラフトマンには基本設計の作成はできないが、一方、アーキテクトであっても施工の具体的なしかたがわからなければ実施設計をまとめることはできないとするが、基本設計がすでにできている場合には、ドラフトマンは実施設計に取り掛かれる。これは実施には建築設計思想を問題にする必要がないからであって基本設計を前提にした実施設計は、入札によっても実施することが可能であるという。そして明治維新以降、近代建薬の基本設計教育は日本には存在せず、そして正確な様式の精度高さがデザインの優秀さと勘違いし、実施設計の作成（トレース・模写)から始まっていたとしている。しかしながらアーキテクトとドラフトマンとの違いは、基本設計を創作する人文科学的知識、経験を有する建築家か、工事実施に責任がもてる設計図書を作成する建築製図技術者かの違いであり、同じ設計の業務に携わり同じ技術を使うことも多いが、基本的に両者は人文科学か建設工学かという異質の知識、能力を必要とする技術者で、その間には優劣の差はないとしている。
日本語の建築家というのも資格制度上の名称ではなく、建築家とは職業名ということである。自身では有資格がない場合、スタッフに有資格者を置くことで建築士事務所を主宰する。下記のように建築家という名称を使用した建築家の会合民間団体が存在し、たとえば国際建築家連合（UIA）に加盟を目的に設立した建築家協会が現在の日本建築家協会（JIA）に直結、西洋型の正統派建築家集団を設立当時から目指している日本建築家協会では、建築家を職業のひとつとして扱う。建築家職能原則に従って、同協会への入会資格を、専業で建築設計監理業務を行なう者、前記業務を行なう組織の主宰者または協同者、責任ある立場で設計監理業務を行なっている者、前記の立場に相当し公的資格を持つ者（建築士）、などと定めている。建築家の呼称は1890年出版の「東京百事便」の職能分類において官庁・国家機関所属の建築技師の意味で使用されている。
国際的な建築設計競技などでは、国際建築家連合の会員資格を求められるものが多いが、日本ではJIA（日本建築家協会）に所属することでUIA資格保持に準拠するものとしている。

## 仕事内容
建築家という専門職にとって重要なのは、単に設計の仕事をすることだけではく、その他にも、技術に関する知識、環境に関する知識、設計や建築のマネジメント、さらにビジネスというものを理解することも重要である。建築家が携わる仕事には、フィジビリティ（実現可能性）の調査・報告、建築物の監査、建物群の設計や建物群の間の空間の設計も含まれうる。建築家というのは、クライアント（発注者）が当該建築物に求めている要件は何なのかということを明確化することにも関与する。また建築家はプロジェクト全体を通して設計チームの調整も行う。なお、建築家やクライアントが、建築構造の技術者・機械技術者・電気エンジニアなどといった専門家も雇い彼らと協働することにより、設計はより一層確かなものとなる。
知識
建築家は、顧客の要求や社会的ニーズに対応するために、さまざまな建設システム、材料、技術を知っていなければならず、妥当な時間とコストで工事を調整できるように異なる規則を遵守する必要がある。建築家の本質は、上記のすべてを達成することに加えて、彼の作品はより高い目標を達成するための単純な実行を超越して、作品に “意味を与える”ことを目的としている。場所は、目的と美しさが存在していたが、秩序時にみえない。
建築家の職業は、堅実な技術的、芸術的な訓練と健全な実践的判断を必要とし、時にはその決定を伴う経済的、技術的、セキュリティ的な影響を考慮すると、同時にかつ常に行使されなければならない。

### 役割
建築家は建物や建物の環境の計画を立てて業を行うが目的は建物をそれが配置されている環境に芸術的にも機能的にも適応させ、屋内で良いフロアプランを作成することであり、これを達成するために建築家は建物の構造やそのサイトとの関係を理解し、人々がどのように建物の環境を利用するか、そしてそれらの間に存在する関係を調べなければならない。
建築家が建物を作成するために使用するツールには、スケッチ、モデル作成、平面図と断面図などのプラン、および2Dと3Dのモデリングが含まれるが、ほとんどの作業は今日コンピュータを介して行われている。
建築家はまた家具デザイン、コミュニティプランニング、都市計画、ランドスケープアーキテクチャー、ランドスケープやプランニング、デザイン、ブランドアーキテクチャー、環境影響評価、都市計画および建築法規とその確認検査などで活躍する管理責任者として従事することが出来る。このように専門化した大きな機会を持つ職業である。
デザインの役割
クライアントが採用した建築設計者は、そのクライアントの要件を満たし、必要な用途に適した機能を提供する設計コンセプトを作成する責任がある。建築家は、計画されたプロジェクトのすべての要件とニュアンスを確認するために顧客と会い、問答しなければならない。多くの場合、初めからは説明は完全にはっきりとはしておらず、設計作業にある程度のリスクが伴うため、建築家はクライアントに早期の提案をして、要約条件修正を迫る必要があるかもしれない。したがってプログラムやブリーフは、所有者のすべてのニーズを満たすプロジェクトを制作するために不可欠であり、設計コンセプトを作成する上でのアーキテクトの指針となる。
設計提案は想像力豊かで実用的なものであることが一般的に解されるが、こうした期待の正確な程度と性質は、場所、時間、財務、文化、利用可能な工芸品や技術によって異なってくるデザインが実践される。
多くの先進国では適切なライセンス、認定、または関連する団体への登録によっての有資格者のみが、しばしば国家専門機関による法的基準を満たした建築を実施できるとしていることがある。そのような資格免許取得には通常、認定を受けた大学の学位、試験合格や修了そして訓練の期間を必要とする。
自らが何者かの肩書き表現は、一般に建築家のような派生者は法的に保護されてないが、用語や表題の使用は法律によって許認可された人物に限定されている。
建築家は建築を実践することや監理を独立して実践する能力を意味する。対照的に、建物設計のプロフェッショナル（またはデザインのプロフェッショナル）という用語は、エンジニアリング・プロフェッショナルのような代替職業の下で独立して実践する専門家、または認可された建築家の監督下での建築技術者やインターン建築者など建築実務を支援する人を含む、はるかに広い呼称である。独立した非ライセンスの個人は、設計住宅やその他のより小さい構造のようなプロフェッショナルな制限外でデザインサービスを行う場合がある。
建築家は、規制および建築基準について地方のまた連邦の管轄を取り扱っている。設計者は、必要な後退、高さの制限、駐車要件、透明性要件（窓）、土地利用など、その地域地区の都市計画とゾーニングの法律を遵守する必要があり、伝統的な地域では、設計と歴史的保存のガイドラインを遵守する必要がある。健康と安全のリスクは現在の設計の不可欠な部分を形成しており、多くの管轄区域では、材料や汚染物質、廃棄物管理とリサイクル、交通規制、火災安全などの継続的な考慮が必要な設計報告と記録が必要となっている。
デザインの手段
過去には設計者は図面を使用して設計提案を示す手法を生成してきた。概念スケッチは依然として建築家によって広く使用されているが、コンピュータ技術が現在業界標準となっている。しかし、デザインには写真、コラージュ、プリント、リノーカットなどのメディアを使用するデザインが含まれている。ますます、BIMなどのコンピュータソフトウェアは、建築家の仕事の仕方を形作っていく。BIM技術は、ビルディングの設計、建設およびメンテナンスのライフサイクルを通してデザインおよびビルディング情報を共有するための情報データベースとして機能する仮想ビルディングの作成を可能にしている。
環境の役割
現在の建物は大気中への炭素排出量が高いことが知られているため、排出ガスを削減し、エネルギー効率を高め、再生可能エネルギー源を利用するために、建物や関連技術に対する制御が強化されている。再生可能エネルギー源は、提案された建物内で、または地元または国の再生可能エネルギー提供者を介して開発することができる。結果として、建築家は、継続的に緊張している現在の規制に遅れずに従うことが求められている。新しい開発でいくつかは極めて低いエネルギー使用を示している。しかし、建築家は、低エネルギー輸送、人工照明ではなく自然昼光、空調ではなく自然換気、公害、廃棄物管理といった広い意味でのイニシアチブの提供がますます求められており、リサイクル資材の使用、将来的に容易にリサイクルできる資材の雇用などが挙げられる。
建設の役割
設計がより高度かつ詳細になるにつれて、仕様および詳細設計は建物のすべての要素および構成要素からなる。建築の生産における技術は絶えず進歩しており、これらの進歩を常に最新の状態に保つために建築家に要求がある。
建築家はクライアントのニーズや管轄区域の要求に応じて、建設段階で建築業者のサービスのスペクトルが広範囲（詳細な文書作成と建設審査）か、それほど関与していない場合（請負業者が相当な設計構築機能を行えるようにするなど）とがある。
建築家は通常、プロジェクトを顧客に代わって入札し、一般請負業者にプロジェクトの授与を助言し、しばしば顧客と請負業者との間の契約を容易にし、管理する。この契約は法的に拘束力があり、すべてのステークホルダーの保険および約束、設計図書のステータス、建築家のアクセスのための規定、および進行中の作業の管理手順など、非常に幅広い側面をカバーしている。利用される契約の種類に応じて、更なる下請け契約の規定が必要となることがある。設計者は、材料、製品、または作業の予定された寿命および他の側面を指定する保証によって、いくつかの要素がカバーされることを要求することがある。
大部分の地区地域では、地元当局への事前通知が現地での開始前に行われなければならず、地方自治体に独立した検査を行うよう通知する必要がある。その後、建築家は地方自治体と協調して作業の進捗状況を見直し検査する。
建築家は通常、図面やその他の提出物を見直し、現場の指示書を作成し、発行し、契約者に支払証明書を提供する（w:Design-bid-buildも参照）。購入または雇用された他商品となるが、英国およびその他の国で、サーベイヤーはしばしばコストコンサルティングを提供するチームの一部である。非常に大規模で複雑なプロジェクトでは、設計支援や建設管理のために独立した建設マネージャーを雇うことがある。
多くの地区地域では、完了した作業または作業の一部の強制的な認証または保証が必要で、認定の要求は高度のリスクを伴うため、現場で進行する作業の定期的な点検は、設計自体に関連するすべての法令および許可に準拠していることを保証するために必要となる。
代替業と専門分野
近年、専門職の専門性が高まっており、多くの建築家や建築会社は、特定のプロジェクトタイプ（医療、小売、公的住宅、イベント管理など）、技術的専門知識、プロジェクトの配信方法などに重点を置いている。建築家のうち幾人かは建物コード、建物のエンベロープ、持続可能なデザイン、テクニカルライティング、歴史的保存（米国）または保護（英国）、アクセシビリティなどの専門コンサルタントとして特化している。
多くの建築家は、不動産開発、企業施設計画、プロジェクト管理、建設管理、インテリアデザイン、またはその他の関連分野への移行を選択する。

## シティアーキテクト等
シティアーキテクトは 建築 許可、詳細計画、および概観計画 に関する事項を処理するために自治体または市が採用している管理職建築家。シティアーキテクトは建築の見直しを行い、建築委員会を支援。また、都市の発展とビジョンの仕事に対して全体的な責任を負っている。自治体の職場は通常市役所であり以前はシティアーキテクトとしての仕事に公共の建物を設計する仕事が含まれていた。
スウェーデンでシティアーキテクトは同国の国立百科事典（第12巻（1993）、p.553）によるとStadsarkitekt（昔はstadsbyggmastareと呼ばれていた）と表記し、1661年にストックホルムで最初のシティアーキテクトに任命されたのが長老ニコデモス・テッシンで、彼はシュトラールズントから採用され、ストックホルムは中世の小さな町からヨーロッパの近代的な首都へと変貌を遂げる。ヨーテボリはその最初のシティアーキテクトを1717年に得た。それから1842年までにカールテオドールマルムとノーショーピングはシティアーキテクトを導入してからスウェーデンの3番目の都市になり、エレブルーでは、1854年の火災の後、Fridolf Wijnbladhが任命され、1860年代にはマルメ5番目の都市になる。1920年代まで、シティアーキテクトの役割と彼らの技能についてはかなり多くの不確実性があり、そして大多数の小さな都市は、これも必要条件ではなかったためシティアーキテクトは全くいなかった。したがって1924年に、スウェーデン建築家協会 （FSS）がヨンショーピング市に設立された。その目的は「シティアーキテクトの利益を守ること」でメンバーシップはすべてのシティアーキテクトまたは他の「シティアーキテクトに匹敵する任務を持つ建築家教育を受けた市職員」に開放されていた。FSSの最初の会長はストックホルム、Sigurd Westholmが就任。国の建築委員会が有能なシティアーキテクトを持つことを余儀なくされるように、法律の変更に取り組むことは当初の主要な仕事で彼の作品は新しい都市計画法と建築法でその要件が導入された1931年に成功を収めた。シティアーキテクトの仕事は、国家融資の技術的な見直し（1940年代に始まった）のような任務によって徐々に増加し100万のプログラムに関連して最高潮に達した。PBLは、1987年に発行されたときの要件建築能力（計画と施工法）は再びFSSの行動によって ビルボードの要件はPBLの歴史に侵食された彼ら側のシティアーキテクトがいる。
スウェーデンはさらにカウンティアーキテクトという郡の管理委員会が雇用する建築家がおり、またプランアーキテクト（Planarkitekt）やプランニング・アーキテクト(Planeringsarkitekt)が存在する。
カウンティアーキテクトは空間計画や天然資源の管理、および住宅供給を担当している。地方自治体と協力し、郡の建築家は郡内の計画および建設法の適用監視をしている。スウェーデンでは、1920年に最初の郡建築家を設置した。県建築事務所を組織し1936年からこの組織が対象とした看板規制を1967年までに完全に軌道に乗せ、郡は建築家を尋ねて州計画従事を誘い1971年に彼らは郡行政へ移った。
フィンランドには、すでに19世紀半ばにカウンティアーキテクト（ フィンランド語 ： laaninarkkitehti ）を設置していた。
スウェーデンでプランアーキテクトとは市営都市建設事務所の職員などで計画・建築法に基づく計画の策定担当者、たとえば詳細な計画および概要計画を担当する。学歴すなわち建築家、造園家およびプランアーキテクトにかかわらず空間計画の知識を有する建築家として保持され得るこのタイトルは、都市計画を中心としたコミュニティ構築に従事する土木技術者やストックホルム大学の社会計画プログラムの修士課程の学生によっても利用される。
また同国でプランニング・アーキテクトは、主にフィジカルプランニングを担当する建築家の称号で、業界と団体のSveriges Arkitekterは、古いタイトルのフィジカルプランナーの代わりにタイトルプランニング アーキテクトを使用することを推奨している。
物的計画は、生態学的、社会的、美的、そして社会経済的見解に基づいて、土地、水、そして造られた環境の利用を扱う多目的な活動であるが2010年以来、これに従事する建築家が大幅に不足している。
彼らは民間部門と公共部門の両方で働き、雇用者は市町村の都市建設事務所、郡の行政委員会の計画部、中央政府機関（例えば、国立住宅管理局と救助庁）、または民間の計画・インフラストラクチャおよび建築の会社である。プランニングアーキテクトにとっての一般的な使命は 詳細計画と概要計画の確立である。プランニングアーキテクトはカールスクルーナにあるBlekinge Institute of Technology （BTH）で訓練を受けている。このプログラムは5年間のプログラムとして設計されており、合計300クレジットが含まれている。技術系学の卒業生への3年間の学士号、180単位の後、2年間の詳細な教育は120単位の技術マスタープログラムに従う。建築家のほか造園家として建築家教育からでも、この職業にも従事することができる。
プランニングアーキテクトは同国の建築家同様保護されたタイトルではないが通常計画アーキテクトMSAと表記され、職業従事の1年後、タイトルはプランニングアーキテクトFPR / MSAに拡張される。MSAとはスウェーデンの建築家の種類のひとつである。

## プロフェッサー・アーキテクト
大学で建築学の教育を行ないながら、実際の設計に関わるものをプロフェッサー（教授）アーキテクトという。これは世界各国の建築学校で一般的なスタイルであり、また実務に長けた人物を教授に招聘するのも非常に多く行われている。単なる理論のみでなく実務に関わることは研究上・教育上も必要であり、学生に設計実務を示すことができるなどのメリットがあるとされる。
近代日本では、最初からジョサイア・コンドルなどが教育と実務にあたっており、教え子の辰野金吾が引き継ぐ。東京大学では帝国大学時代から伊東忠太以下、多数存在する。特に東大の内田祥三は営繕課長を兼ねて安田講堂を含むキャンパス計画を作成し、教え子を育てながら大学のグランドデザインを実現させていった。この他佐野利器や岸田日出刀、京都高等工芸学校や京都帝国大学で後身の育成に当たった武田五一、
フランスから帰国後、横浜高専で後身の育成に当たった中村順平
らがいる。
早稲田大学も佐藤功一が発足させて以降、歴代の教授陣は設計実務にも関わりながら、教育と研究に従事している。
第二次世界大戦後も東京大学工学部教授を歴任する丹下健三、芦原義信、槇文彦、安藤忠雄、大野秀敏、藤本壮介、千葉学、東京藝術大学教授を歴任する吉田五十八、天野太郎、六角鬼丈、片山和俊、北川原温、乾久美子、ヨコミゾマコト、吉村順三、武蔵野美術大学教授を歴任する芦原義信、竹山実、明治大学教授を歴任する堀口捨己、阪田誠造、東京工業大学教授を歴任する谷口吉郎、八木幸二、坂本一成、塚本由晴、安田幸一、篠原一男、首都大学東京（東京都立大学）教授を歴任する小林克弘、小泉雅生、横浜国立大学教授を歴任する北山恒、飯田善彦、西沢立衛、京都大学教授を歴任する西山卯三、高松伸、竹山聖、工学院大学教授を歴任する武藤章 (建築家)、望月大介、谷口宗彦、木下庸子、日本大学教授を歴任する吉田鉄郎、神谷宏治、泉幸甫、今村雅樹、横河健、関東学院大学教授を歴任する長谷川逸子、大阪芸術大学教授を歴任する高橋てい一、稲田尚之、宮本佳明、
この他、複数の大学で教授を歴任する
清家清（東京工業大学、東京藝術大学）
妹島和世（慶應義塾大学、多摩美術大学）
岸和郎（京都大学、京都工芸繊維大学）
内田祥哉（東京大学、明治大学、金沢美術工芸大学）
太田實（北海道大学、北海道工業大学）
内井昭蔵（京都大学、滋賀県立大学）
山本理顕（工学院大学、横浜国立大学）
仙田満（琉球大学、名古屋工業大学、日本大学、東京工業大学、放送大学）
小嶋一浩（横浜国立大学、東京理科大学）
木島安史（熊本大学、千葉大学）
東孝光（大阪大学、千葉工業大学）
藤森照信（東京大学、工学院大学）
宮脇檀（法政大学、日本大学）
重村力（神奈川大学、神戸大学、九州大学）
宗本順三（九州芸術工科大学、京都大学）
難波和彦（大阪市立大学、東京大学）
元倉眞琴（東北芸術工科大学、東京芸術大学）
など、プロフェッサー・アーキテクトの例は多い。

## アンビルト・アーキテクト
建築家という空間デザイナーがそのデザイン空間を実現することは、依頼者がいて、依頼者の資金で、依頼者がなんらかで使うための建築空間を構築することであるが、中にはこうしたことを束縛として捉え、束縛から逃れてデザイン空間実現へのこだわりは捨て、ドローイングや思想を発表する建築家が現れている。それらの者はアンビルト・アーキテクトと呼ばれる。磯崎新は著書「UNBUILT 反建築史UNBUILT」（TOTO出版、2001年）、「建築の解体―1968年の建築状況」（再版：鹿島出版会 1997年、ISBN 978-4306093492、美術出版社、1975年）で、「デザイン空間の実現を伴わない建築思想家＝アンビルトアーキテクト」として、案件での作品著作や、発表・講演等で生計をたてる道があることを示している。さらに磯崎も前述の著書で1980年代のポストモダニズム建築の到来とその崩壊、非構築系建築の出現を予測している。
世界ではボストン建築家協会が主催するその名も「BSA Unbuilt Architecture Design Awards」といった未完作品・空想建築作を表彰する賞もある。建築中や建築予定の作品は選考対象外、計画が途中で断念されたプロジェクトや仮想のプロジェクトが応募の対象となっている。
歴史的に建築家は、個人差もあるが総じて絵は上手く、いわゆるユートピアや先見の明の建築プロジェクトなどを、ドローイング等といった図面の操作で作品を発表し政治、世界、文化などを語る傾向がある。社会性や政治性は建築家必須のアイテムである。
アンビルトアーキテクトと呼んでいる建築家も、それなりに芸術としての建築を構想する建築家として評価する伝統があり、日本に比べ技士ではなく建築や都市の総合プロデューサーといった側面は諸外国では強く、こうした建築家はアーキテクチュア・ライティングが重要なツールとして発揮、構想しているビジョンも時代に先駆け過ぎ、実物の建築を建設する機会に恵まれないタイプの建築家を評価する慣習がある。都市計画と建築は一体的に語られ、環境問題にも詳しいのが建築家とみられる。その時代を先取りした建築ビジョンなど、本物を建てたことがなくても、世界中の建築家・建築界から評価されているアーキグラムなどはRIBAゴールドメダルを2002年に受賞している。
こうしたアンビルトアーキテクトとみられている建築家は、上記アーキグラムの他、マリオ・ガンデルソナス、ジョン・ヘイダック、スーパースタジオ、フレデリック・キースラー、レベウス・ウッズ、マッシモ・スコラーリ、フランコ・プリーニ、コンスタント・ニーヴェンホイス、エリザベス・ディラー+リカルド・スコフィディオ、ヨナ・フリードマン、らがいる。
ただしかれらにしても、以前に建築の実務にはついていてあるいは自身の建築設計事務所を構えている。実作は少ないながらもといった類である。スケッチやドローイング、模型でしか作品発表していない。それにも関わらず、少ない実作や設計図面よりも、スケッチやドローイングで発表された新規の建築ビジョンが現実の建築に多大な影響を与える力をもちえている。ダニエル・リベスキンド、ザハ・ハディド、ニール・ディナーリ、アシンプトートなど、長らく建築実作に恵まれなかった面々も過去にはアンビルトアーキテクトとみられ、同様の活動を行い、また公開の建築設計競技で発表された案が注目され日の目をみたのもある。
こうした建築家は脱構築主義建築系の建築家という風にみられ、これについては入江徹が「展覧会―ディスコンスタラクティビスト・アーキテクチュアとその背景」（日本建築学会計画系論文集 第551号、p329-334、2002年）という論で「脱構築主義の建築展」などを参考にしてこの背景の考察を行っている。
黒川紀章もデビュー作は新聞で一作も無いが計画案で国際的に有名な建築家と紹介され、依頼が来たものである。
やや逆のケースもあり、フランス革命期のエティエンヌ・ルイ・ブーレーやアル＝ケ＝スナンの王立製塩所の実作のあるクロード・ニコラ・ルドゥーも革命後実作に恵まれなかったが、その後幻想的な計画案を残し、これらが注目を集めていった。またロンドン動物園スノードン禽舎を設計したセドリック・プライスやレオン・クリエ、ダグマル・リヒター、建築評論で活躍するマイケル・ソーキンなど、実作も少なく、実作よりも案やドローイングその他の方が知られるケースもみられる。
三浦丈典が建築家が構想段階で描くドローイングについて著した「起こらなかった世界についての物語 アンビルト・ドローイング」（彰国社 2010年）で実際には実現していない「unbuilt drawing」をテーマにしている。16世紀から20世紀まで26の建築家のドローイングが取り上げられている。それぞれに著者ならではの興味深い文が添えられており、絵の構想だけで実物がないということが、様々な想像や妄想がしやすいことを指摘している。

## 賞
種類は建築#建築に関する賞を参照。最も著名な賞は、ハイアット財団（Hyatt Foundation）から贈られるプリツカー賞（正式名称：プリツカー建築賞）である。次いで、王立英国建築家協会から贈られるRIBAゴールドメダル（正式名称：ロイヤルゴールドメダル）、アメリカ建築家協会から贈られるAIAゴールドメダル、国際建築家連合から優れた建築家に対して授与される賞であるUIAゴールドメダル、スターリング賞、アジア建築家評議会アルカシア建築賞、ヨーロッパ主要建築家フォーラム（Leading European Architects Forum、LEAF）のリーフ賞、フランスの銀の定規賞がある。日本においては、社団法人日本建築学会が建築家に与える日本建築学会賞、財団法人吉岡文庫育英会が建築家に与える新建築賞のほか、社団法人日本建築家協会が建築家に与える日本建築大賞等がある。

## 団体

### 国際
- 国際建築家連合（UIA  (Union Internationale des Architectes) ）/UIA世界大会
- 国際建築積算協会
- 国際女性建築家会議（UIFA（Union Internationale des Femmes Architechtes））
- 国際女性建築アーカイブ（IAWA（International Archive of Woman in Architecture ））
- アジア建築家評議会
- 欧州建築家評議会

### 日本
- 日本建築学会
- 日本建築家協会（JIA）
- 日本建築士会連合会
各都道府県、建築士会（士会）
- 全日本建築士会
- 日本建築士事務所協会連合会
各都道府県、建築士事務所協会（事務所協会）
- 日本建築協会
- 公共建築協会
- 日本建築構造技術者協会
- 建築設備技術者協会
- 日本建築積算協会
- 新建築家技術者集団
- 日本建築美術工芸協会
- 日本アーキテクチュラル・レンダラーズ協会
- 日本建築仕上学会
- 女性建築技術者の会
- IAI日本
- グリーン建築推進協議会
- 全国土木建築国民健康保険組合
- 全国ビルメンテナンス協会
- 全国町並み保存連盟
- 日本建築防災協会
- 日本地震工学会
- 日本都市計画学会
- プレハブ建築協会
- ロングライフビル推進協会

### 他国
- 建築家会議所（Architektenkammer）
- 王立英国建築家協会（RIBA、Royal Institute of British Architects）
- アメリカ建築家協会（AIA、American Institute of Architects）

## 著名な建築家

### 古代
| 姓名                       | 生年              | 没年           | 国           | 代表作                                                       |
| -------------------------- | ----------------- | -------------- | ------------ | ------------------------------------------------------------ |
| イムホテプ                 | 紀元前2690年頃    | 紀元前2610年頃 | 古代エジプト | ジェセル王のピラミッド                                       |
| イクティノス               | 不詳              | 不詳           | 古代ギリシア | パルテノン神殿                                               |
| カリクラテス               | 不詳              | 不詳           | 古代ギリシア | パルテノン神殿、アテーナー・ニーケー神殿                     |
| ペイディアス               | 紀元前490年頃     | 紀元前430年頃  | 古代ギリシア | アテナ・プロマコス、アテナ・レムニア                         |
| ミレトスのヒッポダモス     | 不詳              | 不詳           | 古代ギリシア | ミレトスの新都市                                             |
| プリエネのピュティオス     | 不詳              | 不詳           | 古代ギリシア | マウソロス霊廟、プリエネのアテナ神殿                         |
| クニドスのソストラトス     | 紀元前3世紀       | 不詳           | 古代ギリシア | アレクサンドリアの大灯台                                     |
| ディノクラティス           | 不詳              | 紀元前278年頃  | 古代ギリシア | アレクサンドリアの都市計画                                   |
| ウィトルウィウス           | 紀元前80年/70年頃 | 紀元前15年以降 | 共和政ローマ |                                                              |
| ダマスカスのアポロドーロス | 不詳              | 不詳           | 古代ギリシア | トラヤヌス橋                                                 |
| ミレトスのイシドロス       | 不詳              | 不詳           | 東ローマ帝国 | ハギア・ソフィア大聖堂                                       |
| トラレスのアンテミオス     | 474年             | 534年          | 東ローマ帝国 | ハギア・ソフィア大聖堂                                       |
| アインハルト               | 770年頃           | 840年          | フランク王国 | アインハルトのバシリカ聖堂、ミヒェルシュタット市教会（先代） |
| ダイダロス                 | 不詳              | 不詳           | 古代ギリシア |                                                              |

初期の建築家
- アア (Aa (architect))
- アボット・シュガー
- アメプホテプ、ハプの息子（英語版）
- カサンドリアのアリストブラス（英語版）
- サラミスのヘルモドラス（英語版）
- ミレトスのカバ
- イネニ（英語版）
- マーカス・アグリッパ
- ムサイクルズ（英語版）
- ラビリウス（英語版）
- セネマット（英語版）
- ユ・ハオ（英語版）

10世紀の建築家
- アルキテクトのトルダト（英語版）

12世紀の建築家
- イギリス人ウィリアム（英語版）
- ウィリアム・オブ・センス（英語版）

13世紀の建築家
- ヴィラール・ド・オネクール
- ロバート・デ・ルザルシュ（英語版）
- ジャン・ド・ルベ（英語版）
- ヴィラール・ド・オヌクール

### ルネサンスから歴史主義建築
| 姓名                                           | 生年           | 没年           | 国籍           | 代表作 |
| ---------------------------------------------- | -------------- | -------------- | -------------- | --- |
| アルノルフォ・ディ・カンビオ                   | 1240年/ 1245年 | 1302年/ 1310年 | イタリア       | フィレンツェ大聖堂（フィレンツェ） |
| フィリッポ・ブルネレスキ                       | 1377年         | 1446年         | イタリア       | フィレンツェ大聖堂ドーム、サン・ロレンツォ教会（フィレンツェ）                                                                                      |
| レオーネ・バッティスタ・アルベルティ           | 1404年         | 1472年         | イタリア       | 「建築論」、サンタンドレア教会のファサード（フィレンツェ）                                                                                          |
| アリストティル・フィオラヴァンティ             | 1415年/ 1420年 | 1486年         | ロシア         | モスクワ・クレムリンのウスペスキー聖堂 |
| ルチアーノ・ラウラーナ                         | 1420年         | 1479年         | イタリア       | パラッツォ・ドゥカーレ（ウルビーノ） |
| ドナト・ブラマンテ                             | 1444年頃       | 1514年         | イタリア       | テンピエット（ローマ） |
| ミケランジェロ・ブオナローティ                 | 1475年         | 1564年         | イタリア       | サン・ピエトロ大聖堂、カンピドリオ広場（ローマ） |
| ヤーコポ・サンソヴィーノ                       | 1486年         | 1570年         | イタリア       | 国立マルチャーナ図書館（ヴェネツィア） |
| ミマール・スィナン                             | 1490年前後     | 1588年         | オスマン帝国   | シェフザーデ・ジャーミイ、スレイマニエ・ジャーミイ、セリミーエ・ジャーミイ                                                                          |
| アンドレア・パラーディオ                       | 1508年         | 1580年         | イタリア       | ヴィッラ・ロトンダ、バシリカ、サン・ジョルジョ・マッジョーレ聖堂、イル・レデントーレ教会 ヴィチェンツァ市街とヴェネト地方のパッラーディオのヴィッラ |
| ジョルジョ・ヴァザーリ                         | 1511年         | 1574年         | イタリア       | ヴァザーリの回廊（フィレンツェ） |
| ドメニコ・フォンターナ                         | 1543年         | 1607年         | イタリア       | バチカン |
| ヴィンチェンツォ・スカモッツィ                 | 1548年         | 1616年         | パルマノーヴァ | |
| イニゴー・ジョーンズ                           | 1573年         | 1652年         | イギリス       | コヴェント・ガーデン市場 |
| エリアス・ホル                                 | 1573年         | 1646年         | ドイツ         | アウクスブルク市庁舎 |
| サンティーノ・ソラーリ                         | 1576年         | 1646年         | イタリア       | ヘルブルン宮殿 |
| ピエトロ・ダ・コルトーナ                       | 1596年         | 1669年         | イタリア       | サンタ・マリア・デッラ・パーチェ教会（ローマ） |
| ジャン・ロレンツォ・ベルニーニ                 | 1598年         | 1680年         | イタリア       | サン・ピエトロ広場、サンタンドレア・アッレ・クィリナーレ教会（ともにローマ）                                                                        |
| フランチェスコ・ボッロミーニ                   | 1599年         | 1667年         | イタリア       | サン・カルロ教会、サンティーヴォ・アッラ・サピエンツァ教会（ともにローマ）                                                                          |
| ルイ・ル・ヴォー                               | 1612年         | 1670年         | フランス       | ヴェルサイユ、コレージュ・ド・キャトル・ナシオン |
| クリストファー・レン                           | 1632年         | 1723年         | イギリス       | セント・ポール大聖堂（ロンドン） |
| ジュール・アルドゥアン＝マンサール             | 1646年         | 1708年         | フランス       | ヴェルサイユ宮殿、アンヴァリッド（廃兵院） |
| ドメニコ・トレジーニ                           | 1670年         | 1734年         | イタリア       | ペトロバーヴロフスク要塞、ピョードル1世夏の宮殿 |
| バルトロメオ・ラストレッリ                     | 1700年         | 1771年         | ロシア         | 冬宮殿（サンクトペテルブルク）、エカテリーナ宮殿（ツァールスコエ・セロー）                                                                          |
| イワン・ヒョードリッヒ・ミチューリン           | 1700年         | 1763年         | ロシア         | スワンスキー修道院、モスクワ・クレメント教会、セルギー大修道院                                                                                      |
| エマニュエル・エーレ                           | 1705年         | 1763年         | フランス       | スタニスラス広場 |
| アントニオ・リナルディ                         | 1710年         | 1794年         | イタリア       | ヤムブルクの大聖堂（キンギセップ）、大理石宮殿（サンクトペテルブルク）                                                                              |
| ドミトリー・ウフトムスキー                     | 1719年         | 1774年         | ロシア         | トウエルスキエ凱旋門、赤の凱旋門、クスネッキー橋 |
| アレクサンドル・ココリーノフ                   | 1726年         | 1772年         | ロシア         | 国立レービン絵画彫刻建築大学・旧芸術アカデミー |
| カルル・ブランク                               | 1728年         | 1793年         | ロシア         | モスクワの孤児院、ウクライナ宮殿 |
| ロバート・アダム                               | 1728年         | 1792年         | イギリス       | アダムスタイルのカントリー・ハウス |
| ユーリ・フェリテン                             | 1730年         | 1801年         | ロシア         | アルメニア教会や大エルミタージュ チェスメンスキー宮殿                                                                                               |
| ビクトル・ルイ                                 | 1731年         | 1800年         | フランス       | ボルドー大劇場、パリ・パレロワイヤルギャルリー |
| クロード・ニコラ・ルドゥー                     | 1736年         | 1806年         | フランス       | パリの旧市門 <磯崎新好みの新古典主義の建築家> |
| マトヴェイ・カザコフ                           | 1738年         | 1812年         | ロシア         | モスクワ・クレムリン内の元老院、コリツインスカヤ病院（モスクワ）、貴族会館                                                                          |
| J・F・Th・シャルルグラン                       | 1739年         | 1811年         | フランス       | エトワール凱旋門（パリ） |
| チャールズ・キャメロン                         | 1743年         | 1812年         | イギリス       | キャメロン・ギャラリー、パーブロスク宮殿 |
| トーマス・レヴァートン                         | 1743年         | 1824年         | イギリス       | ベッドフォード広場周辺連続住宅 |
| ジャコモ・クァレンギ                           | 1744年         | 1817年         | ロシア         | エルミタージュ劇場、アレクサンドル宮殿 |
| トマス・ハリソン                               | 1744年         | 1829年         | イギリス       | グロウヴナー橋 |
| ヴィンセンツォ・ブレンナ                       | 1747年         | 1820年         | ロシア         | インジェネールヌィ城塞（旧ミハイロフスキー城） パーヴロフスク宮殿                                                                                   |
| ニコライ・リヴォーフ                           | 1751年         | 1803年         | ロシア         | モスクワ中央郵便局、ネヴァ門、ボリソグレープスキー聖堂トルジョーク                                                                                  |
| ジョン・ナッシュ                               | 1752年         | 1835年         | イギリス       | リージェント・ストリート開発 |
| ジョン・ソーン                                 | 1753年         | 1837年         | イギリス       | イングランド銀行（ロンドン） |
| アンドレイ・ヴォロニーヒン                     | 1759年         | 1814年         | ロシア         | カサン聖堂、ベテルフルグ鉱山大学、桃色のバウィリオンバーヴロフスク                                                                                  |
| ジャン＝フランソワ・トマ・デュ・トモン         | 1760年         | 1813年         | フランス       | 商品取引所（現海軍中央博物館）、サンクトペテルブルクのボリショイ劇場（ボリショイ・カーメンヌイ劇場）                                                |
| アンドレヤン・ザハーロフ                       | 1761年         | 1811年         | ロシア         | 海軍省庁舎、シベリア幼年学校・現在のフルンゼ総合兵科専門学校                                                                                        |
| ピエール・フォンテーヌ                         | 1762年         | 1853年         | フランス       | 贖罪聖堂、パレ・ロワイヤル、オルレアン回廊 |
| ピエール・アレクサンドル・ヴィニョン           | 1763年         | 1828年         | フランス       | マドレーヌ寺院 |
| フリードリヒ・ヴァインブレンナー               | 1766年         | 1826年         | ドイツ         | カールスルーエの都市改造 |
| フリードリッヒ・ジリー                         | 1772年         | 1800年         | ドイツ         | フリードリヒ大王記念碑の設計 |
| カリオ・ロッシ                                 | 1775年         | 1849年         | イタリア       | 参謀本部、ロシア美術館ミハイロフスキー宮殿、ロッシのパヴィリオン                                                                                    |
| フランシス・グリーンウェイ                     | 1777年         | 1837年         | イギリス       | ハイド・パーク・バラックス |
| カール・ルートヴィヒ・エンゲル                 | 1778年         | 1840年         | ドイツ         | ヘルシンキ大聖堂 |
| カルル・フリードリッヒ・シンケル               | 1781年         | 1841年         | ドイツ         | ベルリン王立劇場（Konzerthaus Berlin）、ベルリン旧博物館（Altes Museum）                                                                            |
| ミハイル・マラーホフ                           | 1781年         | 1842年         | ロシア         | ラストルグーエフ＝ハリトーノフ邸（ハリトーノフパレス）、アレクサンドルネフスキー大聖堂                                                              |
| ルイ＝イボリット・ルバ                         | 1782年         | 1867年         | フランス       | ノートルダウ・ド・ロレット教会、プチロケット監獄 |
| アファナスィ・グリゴリエフ                     | 1782年         | 1868年         | ロシア         | ロプヒン邸宅、トルストイ博物館、大昇天教会 |
| ジュゼッペ・ヤペッリ                           | 1783年         | 1852年         | イタリア       | |
| ジョセフ・ボーブ                               | 1784年         | 1834年         | ロシア         | 旧ボリショイ劇場とマリー劇場 |
| オーギュスト・モンフェラン                     | 1786年         | 1858年         | フランス       | 聖イサク聖堂の再建 ロストーフビル、パリのルイーズ（母）の墓                                                                                         |
| オーギュスト・シドポール・モリノ               | 1790年         | 1848年         | フランス       | サント＝マリ教会 |
| ルイ・ヴィスコンティ                           | 1791年         | 1853年         | フランス       | カルーゼル広場 |
| ジャック・イニャス・イトルフ                   | 1792年         | 1867年         | フランス       | サン・ヴァンサン・ド・ポール教会 |
| コンスタンチン・トーン                         | 1794年         | 1881年         | ロシア         | モスクワ・レニングラード駅, 英国大使館 |
| フェリックス・デュバン                         | 1798年         | 1870年         | フランス       | エコール・デ・ボザール校舎、ルーブル宮改築 |
| アレクサンドル・ブーロフ                       | 1798年         | 1877年         | ロシア         | ミハイロフスキー劇場、プルコヴォ天文台、防衛隊本部宮殿広場、中央建築家会館（旧IBAレマン邸）                                                         |
| デシマス・バートン                             | 1800年         | 1881年         | イギリス       | ハイド・パーク (ロンドン) |
| アウグスト・フリードリヒ・シュトゥーラー       | 1800年         | 1865年         | ドイツ         | ベルリン新博物館 |
| ロオ・ド・フリュリ                             | 1801年         | 1875年         | フランス       | 自然誌博物館、エトワール広場整備 |
| アンリ・ラブルースト                           | 1801年         | 1875年         | フランス       | 国立図書館、サント・ジュヌヴィエーヌ図書館 |
| ルイ・デュク                                   | 1802年         | 1879年         | フランス       | 最高裁判所 |
| アンドレイ・シュタケンシュナイダー             | 1802年         | 1865年         | ロシア         | マリインスキー宮殿、ベロセーリスキー＝ベロジョールスキー宮殿                                                                                        |
| レオン・ヴォードワイエ                         | 1803年         | 1872年         | フランス       | ラ・マジョール大聖堂 |
| ゴットフリート・ゼンパー                       | 1803年         | 1879年         | ドイツ         | ドレスデン歌劇場（Semperoper） |
| ヴィクトール・バルタール                       | 1805年         | 1874年         | フランス       | パリ中央市場、サンドギュータン教会 |
| アレクセイ・ゴーノスタエフ                     | 1808年         | 1862年         | ロシア         | トリニティセルギウス修道院、サンクトペテルブルク大聖堂、ヘルシンキウスペンスキー大聖堂                                                              |
| アントワーヌ・ニコラ・バイー                   | 1810年         | 1892年         | フランス       | パリ商業裁判所 |
| ヘクター・ルフュエル                           | 1810年         | 1875年         | フランス       | カルーゼル広場の修正設計 ルーブル宮の建築家 |
| ジョージ・ギルバート・スコット                 | 1811年         | 1878年         | イギリス       | 英外務省、セント・パンクラス駅 |
| ウジェーヌ・エマニュエル・ヴィオレ・ル・デュク | 1814年         | 1879年         | フランス       | 中世教会堂の修復（パリのサント・シャペル、ノートルダム、アミアン、ルーアンの大聖堂）                                                                |
| フランチェスコ・デ・サンクティス               | 1817年         | 1883年         | イタリア       | スペイン階段（ローマ） |
| テオドール・バリュー                           | 1817年         | 1885年         | フランス       | サン・ジェルマンオーセロア教会、トリニテ教会 |
| イポリト・モニヘリッチ                         | 1819年         | 1878年         | ロシア         | アレクサンドル2世夏の離宮、リヴァディア宮殿、スキェルニェウィツェ宮殿、モスクワ工科博物館                                                           |
| ダビット・グリム                               | 1823年         | 1898年         | ロシア         | マリアマグダレン教会、トビリシ大聖堂 |
| ガブリエル・ダヴィヴ                           | 1824年         | 1881年         | フランス       | シャトレ広場の劇場、天文台噴水、レンヌ市庁舎高等法院                                                                                                |
| レオン・ジナン                                 | 1825年         | 1898年         | フランス       | ノートルダム・デ・シャン教会、医科学校 ガリエラ美術館                                                                                               |
| シャルル・ガルニエ                             | 1825年         | 1898年         | フランス       | オペラ座（パリ） |
| アルチュール＝スタニスラス・ディエ             | 1827年         | 1890年         | フランス       | パリ救済病院 |
| ハインリッヒ・フォン・フェルステル             | 1828年         | 1883年         | オーストリア   | ヴォティーフ教会、ウィーン大学本館 |
| エミール・ヴォードルメール                     | 1829年         | 1914年         | フランス       | サンテ刑務所 リセ・ビュッフォン校 |
| アレクサンドル・ベルナルダッチ                 | 1831年         | 1907年         | ロシア         | キシナウシティホール、旧オデッサ鉄道駅、ブリストルホテル、新証券取引所オデッサ・フィルハーモニー管弦楽団シアター                                    |
| リチャード・ノーマン・ショウ                   | 1831年         | 1912年         | イギリス       | スコットランド・ヤード |
| ジュリアン・ガデ                               | 1834年         | 1908年         | フランス       | パリ中央郵便局、サン・ジェルマン通りのアパルト |
| ジャン＝ルイ・パスカル                         | 1837年         | 1920年         | フランス       | ボルドー大学医学部、国立図書館改築 |
| パウル・ヴァロット                             | 1841年         | 1912年         | ドイツ         | ドイツ国会議事堂（Reichstagsgebäude） |
| マクシミリアン・メスマッシャー                 | 1842年         | 1906年         | ロシア         | 聖イサク大聖堂復元、ウラジミール宮殿内装、博物館建物バロン・フォン・スティーグリッツ                                                                |
| ファルディナン・デューテール                   | 1845年         | 1906年         | フランス       | ギャルリー・デ・マシン |
| ヴィクトール・ラルー                           | 1850年         | 1937年         | フランス       | サン・マルタン教会、トゥール駅 |
| シャルル・ジロー                               | 1851年         | 1932年         | フランス       | プチ・パレ |
| ポール＝アンリ・ネノー                         | 1853年         | 1934年         | フランス       | ソルボンヌ大学 |
| コンスタンティン・リーギン                     | 1854年         | 1932年         | ロシア         | トムスク市役所（旧出納係ウサチョーフ・アンド・リーヴェン書店）、ヤーコヴレフ警備隊将校会館（旧議会会館）                                            |
| アンリ・ドグラーヌ                             | 1855年         | 1932年         | フランス       | グラン・パレ |
| ウラジーミル・モオロ                           | 1855年         | 不詳           | ロシア         | ハバロフスククラブ、艦隊司令官の家 |
| レオン・ベノワ                                 | 1856年         | 1928年         | ロシア         | サンクトペテルブルクノートルダム大聖堂、ロシア大公霊廟、ペトロパヴロフスク要塞、アレクサンドルネフスキー大聖堂                                      |
| ヴィクトール・オルタ                           | 1861年         | 1947年         | ベルギー       | 建築家ヴィクトル・オルタの主な都市邸宅群 (ブリュッセル)                                                                                             |
| ジャイルズ・ギルバート・スコット               | 1880年         | 1960年         | イギリス       | リヴァプール大聖堂、バターシー発電所 |
| アレクセイ・ドゥーシュキン                     | 1904年         | 1977年         | ロシア         | マヤコフスカヤ駅、クロポトキンスカヤ駅、ロシア連邦運輸機関建設省オフィス棟                                                                          |
| ユーリー・グネドーフスキー                     | 1930年         |                | ロシア         | タガンカ劇場改築、国際文化コンプレックス・赤い丘 |

### 近代建築以降
| 姓名                                     | 生没年            | 国籍           | 代表作 |
| ---------------------------------------- | ----------------- | -------------- | --- |
| ギュスターヴ・エッフェル                 | 1832年 - 1923年   | フランス       | ギャラビー鉄道高架橋、自由の女神像鉄骨構造設計（ニューヨーク）、マリア・ピラ・ブリッジ（ポルトガル）、エッフェル塔監理（パリ）         |
| ヴィクトル・ハルトマン                   | 1834年 - 1873年   | ロシア         | サーヴァ・マモントフ商会, ロシア開基一千年記念碑                                                                                       |
| オットー・ワーグナー                     | 1841年 - 1918年   | オーストリア   | マジョリカハウス、カールスプラッツ駅、ウィーン郵便貯金局                                                                               |
| ダニエル・バーナム                       | 1846年 - 1912年   | アメリカ合衆国 | フラットアイアンビル |
| ヴィクトル・ヴァスネツォフ               | 1848年 - 1926年   | ロシア         | トレチャコフ美術館、自邸（現ヴァスネッオーフ博物館）                                                                                   |
| アレクサンドル・パメラーンツェフ         | 1848年 - 1918年   | ロシア         | 全ロシア芸術産業博覧会会場ニージェニー・ノヴゴロド ロフトーフ・ナ・ドン市議会                                                          |
| アントニ・ガウディ                       | 1852年 - 1926年   | スペイン       | サグラダ・ファミリア大聖堂 |
| ウラジーミル・シューホフ                 | 1853年 - 1939年   | ロシア         | シャーボロフスカヤのラジオ塔 |
| ヘンドリク・ペトルス・ベルラーヘ         | 1856年 - 1934年   | オランダ       | アムステルダム証券取引所 |
| ルイ・ボニエ                             | 1856年 - 1946年   | フランス       | パリ・ビュット・オ・カーユの市立プール                                                                                                 |
| ルイス・サリヴァン                       | 1856年 - 1924年   | アメリカ合衆国 | オーディトリアム・ビル、ギャランティ・ビル、カーソン・ピリー・スコット・ストア                                                         |
| レオン・ベノワ                           | 1856年 - 1928年   | ロシア         | ペトロパーヴロフスク要塞内の皇帝家墓、保険会社ロシア・ビル、ダルムシュタットのロシア正教会、ハンブルクのロシア正教会                   |
| ローマン・クレイン                       | 1858年 - 1924年   | ロシア         | プーシキン美術館、ミュール・アンド・メリリス百貨店（現ツム中央百貨店）、トリョフゴールヌィ・ビール工                                   |
| ヒョードル・シェーフテリ                 | 1859年 - 1926年   | ロシア         | チェーホフ・モスクワ芸術座、ゴーリキー文学博物館、ロシア外務省迎賓館                                                                   |
| キャス・ギルバート                       | 1859年 - 1934年   | アメリカ合衆国 | ウールワースビル |
| ジョルジュ・シュダンヌ                   | 1861年 - 1940年   | フランス       | リヴィエラ・パレス・ホテル、エリーゼ・パレル・ホテル                                                                                   |
| ヴィクトール・オルタ                     | 1861年 - 1947年   | ベルギー       | タッセル邸 |
| レフ・ケークシェフ                       | 1863年 - 1907年   | ロシア         | エジプト大使館軍事部（旧ケークシェフ第二の家）、レストラン・プラハ、ニコーリスキエ商店                                                 |
| ジュール・ラヴィロット                   | 1864年 - 1924年   | フランス       | ラップ街のアパート セティヨ街の邸宅 |
| ラグナル・エストベリ                     | 1866年 - 1945年   | スウェーデン   | ストックホルム市庁舎 |
| ルネ・ビネ                               | 1866年 - 1911年   | フランス       | パリ万国博正面入り口 |
| エクトール・ギマール                     | 1867年 - 1942年   | フランス       | メトロ入口、カステル・ベランジェ |
| ヨゼフ・マリア・オルブリッヒ             | 1867年 - 1908年   | オーストリア   | 分離派会館、エルンスト・ルートヴィヒ館、結婚記念塔                                                                                     |
| イワン・ジョルトーフスキー               | 1867年 - 1959年   | ロシア         | 国際親光委員会「インツーリスト」（旧モホヴヤヤ通りの集合住宅）、タラーソフ邸、中央火力発育所、ロシア国立銀行                           |
| イリヤ・ボンダレンコ                     | 1867年 - 1947年   | ロシア         | リバイバル教会、万国博覧会（1900年）ロシア工芸パビリオン                                                                               |
| ヒョードル・ゴーノスタエフ               | 1867年 - 1915年   | ロシア         | クルスク大聖堂、コローメンスコエの昇天教会、Rogozhskoye墓地鐘楼                                                                        |
| シャルル・ド・モンタルナル               | 1867年 - 没年不詳 | フランス       | パリの問屋街のオフィスビル |
| ペーター・ベーレンス                     | 1868年 - 1940年   | ドイツ         | 自邸、ハーゲンの火葬場、AEGタービン工場、ヘキスト染色工場                                                                              |
| チャールズ・レニー・マッキントッシュ     | 1868年 - 1928年   | イギリス       | グラスゴー美術学校、ウィロー・ティールーム、ヒルハウス                                                                                 |
| エドウィン・ラッチェンス                 | 1869年 - 1944年   | イギリス       | インド総督府 |
| ハンス・ペルツィヒ                       | 1869年 - 1936年   | ドイツ         | ベルリン大劇場 |
| イワン・レルベルグ                       | 1869年 - 1932年   | ロシア         | トヴェルスカヤストリートに面する中央電信建物                                                                                           |
| トニー・ガルニエ                         | 1869年 - 1948年   | フランス       | リヨン工業都市セタ・ジュニ、オリンピック・スタジャニ                                                                                   |
| アドルフ・ロース                         | 1870年 - 1933年   | オーストリア   | ロースハウス、トリスタン・ツァラのスタジオと家、ミュラー邸                                                                             |
| ヨーゼフ・ホフマン                       | 1870年 - 1956年   | ベルギー       | プーカースドルフ・サナトリウム、ストックレー邸                                                                                         |
| アンドレ＝ルイ・アルフヴィドソン         | 1870年 - 1898年   | フランス       | 芸術家のための集合住宅 |
| フョードル・リドヴァリ                   | 1870年 - 1945年   | ロシア         | サンクトペテルブルク国際市外電話局（旧アゾフ＝ドン銀行）、自邸、ホテルアストリア、ロシア連邦銀行アストラハン支店（旧アゾフ＝ドン銀行） |
| レイモンド・フッド                       | 1871年 - 1934年   | アメリカ合衆国 | トリビューン・タワー、ロックフェラー・センター、マグロウヒル・ビル                                                                     |
| イワン・フォミン                         | 1872年 - 1936年   | ロシア         | クラースヌィエ・ヴォロータ駅、運輸人民委員部ロシア連邦運輸省（旧運輸人民委員会）、スポーツクラブ・ディナモ複合施設                     |
| ヨジェ・プレチニック                     | 1872年 - 1957年   | スロベニア     | スロヴェニア国立大学図書館, リュブリャナ中央市場                                                                                       |
| ロベール・マイヤール                     | 1872年 - 1940年   | スイス         | ザルギナトーベル橋、スイス博覧会セメント館                                                                                             |
| マリアン・ペレチャトコーヴィッチ         | 1872年 - 1916年   | ロシア         | ヴァヴェリベルグ商業銀行兼自邸、ロシア貿易産業銀行、商業産業省庁舎                                                                     |
| エリエル・サーリネン                     | 1873年 - 1950年   | フィンランド   | ヘルシンキ中央駅、フィンランド国立博物館、ヴィープリ駅、エリエル・サーリネン自邸                                                       |
| アレクセイ・シューセフ                   | 1873年 - 1949年   | ロシア         | ホテルモスクワ、トレチャコフ美術館新館、コムゾモーリ、レーニン軍事アカデミーKGB本部                                                    |
| オーギュスト・ペレ                       | 1874年 - 1954年   | フランス       | フランクリン街のアパート、ノートル・ダム・デュ・ランシー                                                                               |
| アンドレイ・クリャチコフ                 | 1876年 - 1950年   | ロシア         | オムスク・フリューベル博物館旧館（1914年）大型パネル構造の宅地、ノボシビルスク・レーニンハウス                                         |
| フリッツ・ヘーガー                       | 1877年 - 1949年   | ドイツ         | チリハウス |
| アイリーン・グレイ                       | 1878年 - 1976年   | アイルランド   | E1027 |
| ウラジミール・シューコ                   | 1878年 - 1939年   | ロシア         | ロシア国立図書館（旧国立レーニン図書館）、地下鉄駅エレクトロザヴォツカヤ駅地上ホール                                                   |
| アレクサンドル・タマニアン               | 1878年 - 1936年   | アルメニア     | バグーのナルコムゼン, コチュベーイの邸宅                                                                                               |
| ブルーノ・タウト                         | 1880年 - 1938年   | ドイツ         | ドイツ工作連盟ケルン展（1914年）での「ガラス・パヴィリオン」                                                                           |
| レオニード・ヴェスニン                   | 1880年 - 1933年   | ロシア         | ジル工場文化宮殿、「モストルク」デパート                                                                                               |
| ヴャチェスラフ・オルタルジェーフスキー   | 1880年 - 1980年   | ロシア         | ホテル「ウクライナ」、全ロシア博覧センター、「モストルク」デパートメント                                                               |
| グレゴリ・バルヒン                       | 1880年 - 1969年   | ロシア         | 日刊紙イズヴェスチャ本社ビル |
| ニコライ・ラドフスキー                   | 1881年 - 1941年   | ロシア         | クラースヌイエヴォロータ駅、トヴェルスカヤ通り沿いの集合住宅、地下鉄ルビャンカ駅プラットフォームホール                                 |
| ポール・トゥルノン                       | 1881年 - 1964年   | フランス       | エリザネートヴィル教会、ヴィルモンブル教会                                                                                             |
| ウイクトル・ヴェスニン                   | 1882年 - 1950年   | ロシア         | ジル工場文化宮殿、「モストルク」デパート                                                                                               |
| パンテレイモン・ゴーロソフ               | 1882年 - 1945年   | ロシア         | プラウダ本社、鉱物資源研究所、大プロンナヤ通り集合住宅                                                                                 |
| イリア・ゴーロソフ                       | 1883年 - 1945年   | ロシア         | ズーエフクラブ、内務人民委員部局官舎、高等労務組合学校、ニージュニー・ノヴゴロド自動車工場社宅                                         |
| アレクサンドル・ヴェスニン               | 1883年 - 1959年   | ロシア         | ジル工場文化宮殿、「モストルク」デパート                                                                                               |
| ヴァルター・グロピウス                   | 1883年 - 1969年   | ドイツ         | バウハウス（デッサウ） |
| ウィレム・デュドック                     | 1884年 - 1974年   | オランダ       | ヒルフェルスム市庁舎 |
| グンナール・アスプルンド                 | 1885年 - 1940年   | スウェーデン   | 森の火葬場 |
| ウラジーミル・タトリン                   | 1885年 - 1953年   | ロシア         | 第三インターナショナル記念塔 |
| レフ・ルードネフ                         | 1885年 - 1956年   | ロシア         | モスクワ・フルンゼ陸軍士官学校, シャポシニコフ通り沿いの建築物群, リガ科学アカデミー庁舎, ポーランド文化科学宮殿                       |
| ロベール・マレ＝ステヴァンス             | 1886年 - 1945年   | フランス       | マレ・ステヴァン通りの集合住宅 ポール・ポワレ別邸 ステヴァンス・チェアC                                                                |
| ミース・ファン・デル・ローエ             | 1886年 - 1969年   | ドイツ         | バルセロナ・パビリオン、ファンズワース邸、シーグラム・ビルディング                                                                     |
| エーリヒ・メンデルゾーン                 | 1887年 - 1953年   | ドイツ         | アインシュタイン塔 |
| ル・コルビュジエ                         | 1887年 - 1965年   | スイス         | サヴォア邸、ユニテ・ダビタシオン |
| ミッシェル・ルー＝スピッツ               | 1888年 - 1957年   | フランス       | リヨン医科学校、国立陶芸学校、国立図書館増築                                                                                           |
| ヘリット・リートフェルト                 | 1888年 - 1964年   | オランダ       | シュレーダー邸 |
| ヤコブ・チェルニホーフ                   | 1889年 - 1951年   | ロシア         | 幻想的建築 |
| J.J.P.アウト                             | 1889年 - 1963年   | オランダ       | フーク・ファン・ホランドの集合住宅、カフェ・デ・ユニ、ヴァイセンホーフ・ジードルングの住宅、キーフフークの集合住宅                     |
| コンスタンチン・メーリニコフ             | 1890年 - 1974年   | ロシア         | パリ万国博覧会ソ連パヴィリオン, プラウダ工場付属クラブ                                                                                 |
| エル・リシツキー                         | 1890年 - 1941年   | ロシア         | 国際報道展「プレッサ」ソヴィエトパヴィリオン、雲のあぶみ／空中オフィス計画                                                             |
| ジオ・ポンティ                           | 1891年 - 1979年   | イタリア       | ピレリ・ビル |
| ピエール・ルイージ・ネルヴィ             | 1891年 - 1979年   | イタリア       | パラロットマティカ |
| ボリス・イオファン                       | 1891年 - 1976年   | ロシア         | ソビエト宮殿、河岸通りのアパート、救世主キリスト教会                                                                                   |
| ガブリエル・ゲヴレキアン                 | 1892年 - 1970年   | イラン         | テヘラン軍事産業省・役員クラブ, 1925年のパリ万国博覧会における水と光の庭園                                                             |
| リチャード・ノイトラ                     | 1892年 - 1970年   | オーストリア   | 健康住宅（ロヴェル邸）、カウフマン邸                                                                                                   |
| モイセイ・ギンズブルグ                   | 1892年 - 1946年   | ロシア         | 国民財政委員会ナルコムフィン官舎、財務省保健総局官舎、軍事アカデミー食堂、トゥルクシブ管理局                                           |
| ハンス・シャロウン                       | 1893年 - 1972年   | ドイツ         | シュミンケ邸、ベルリン・フィルハーモニー・コンサートホール、ベルリン州立図書館                                                         |
| エフゲニー・レヴィンソン                 | 1894年 - 1968年   | ロシア         | ソ連式集合住宅、レンソヴィエト市議会文化宮殿、レンソヴィエト市議会官舎、ホテルソィエツカヤ                                             |
| バックミンスター・フラー                 | 1895年 - 1983年   | アメリカ合衆国 | モントリオール万博アメリカ館 |
| アルカディ・モルドヴィノフ               | 1896年 - 1964年   | ロシア         | トヴェルスカヤ通りのスターリン建築、レニンスキー・アベニュー、ホテルウクライナ・モスクワ超高層ビル                                     |
| ルドルフ・シンドラー                     | 1897年 - 1953年   | オーストリア   | シンドラー自邸、ローヴェル・ビーチ・ハウス                                                                                             |
| アルヴァ・アールト                       | 1898年 - 1976年   | フィンランド   | パイミオのサナトリウム、セイナッツァロの役場                                                                                           |
| ウジェーヌ・ボードゥアン                 | 1898年 - 1983年   | ロシア         | レ・マンゲットの優先市街化区域、ヴェニシュー                                                                                           |
| エドゥアルド・トロハ                     | 1899年 - 1961年   | スペイン       | サルスエラ競馬場 |
| カルロス・ラウル・ビリャヌエバ           | 1900年 - 1975年   | ベネズエラ     | カラカスの大学都市ベネズエラ中央大学キャンパス                                                                                         |
| ルイス・カーン                           | 1901年 - 1974年   | アメリカ合衆国 | バングラデシュ国政センター、ソーク研究所                                                                                               |
| ジャン・プルーヴェ                       | 1901年 - 1984年   | フランス       | 自邸 |
| ドミトリ・チェチューリン                 | 1901年 - 1981年   | ロシア         | ロシア連邦政府ビル コムソモーリスカヤ駅（放射状線） ホテルロシア                                                                       |
| イワン・ニコラエフ                       | 1901年 - 1979年   | ロシア         | 織物研究所の共同ハウス、カイセリSumerbank工場                                                                                          |
| ルイス・バラガン                         | 1902年 - 1988年   | メキシコ       | ルイス・バラガン邸と仕事場 |
| マルセル・ブロイヤー                     | 1902年 - 1981年   | ハンガリー     | ユネスコ本部、旧ホイットニー美術館 |
| アダルベルト・リベラ                     | 1903年 - 1963年   | イタリア       | EUR会議場、マラパルテ邸 |
| ジュゼッペ・テラーニ                     | 1904年 - 1943年   | イタリア       | ヴィッラ・ビアンカ、サンテリア幼稚園、カサ・デル・ファッショ                                                                           |
| アレクセイ・ドゥーシュキン               | 1904年 - 1977年   | ロシア         | マヤコフスカヤ駅、クロポートキンスカヤ駅                                                                                               |
| ミハイル・バルシチ                       | 1904年 - 1976年   | ロシア         | ゴーゴリー大師並木通りの実験的共生型住宅・千人の住居コミューンのプロジェクト、ソ連産業建設中央研究所、モスクワ・プラネ                 |
| アルベルト・シュペーア                   | 1905年 - 1981年   | ドイツ         | ニュルンベルクの党大会会場、ベルリン・オリンピアシュタディオン、新総統官邸                                                             |
| カルロ・スカルパ                         | 1906年 - 1978年   | イタリア       | カステルヴェッキオ美術館改修、ブリオン家墓地                                                                                           |
| フィリップ・ジョンソン                   | 1906年 - 2005年   | アメリカ合衆国 | ガラスの家、シーグラム・ビルディング                                                                                                   |
| オスカー・ニーマイヤー                   | 1907年 - 2012年   | ブラジル       | 国際連合本部ビル、ブラジリア |
| エーロ・サーリネン                       | 1910年 - 1961年   | アメリカ合衆国 | TWA空港ターミナル |
| フェリックス・キャンデラ                 | 1910年 - 1997年   | メキシコ       | メキシコ国立自治大学宇宙線研究所、バガルディの瓶詰工場                                                                                 |
| ミハイル・ポソーヒン                     | 1910年 - 1989年   | ロシア         | クレムリン大会宮殿（パレス・オブ・コングレス）、高層アパートメント「文化人アパート」                                                   |
| ミノル・ヤマサキ                         | 1912年 - 1986年   | アメリカ合衆国 | 世界貿易センタービル |
| 丹下健三                                 | 1913年 - 2005年   | 日本           | 広島平和記念公園、国立代々木競技場、東京カテドラル聖マリア大聖堂、東京都庁舎                                                           |
| イオ・ミン・ペイ                         | 1917年 - 2019年   | アメリカ合衆国 | ルーブルピラミッド |
| アルド・ファン・アイク                   | 1918年 - 1999年   | オランダ       | 子供の家、母の家、ナーヘレの小学校 |
| ヨーン・ウツソン                         | 1918年 - 2008年   | デンマーク     | シドニー・オペラハウス |
| ポール・ルドルフ                         | 1918年 - 1997年   | アメリカ合衆国 | イェール大学美術建築学部 |
| ジェフリー・バワ                         | 1919年 - 2003年   | スリランカ     | ルヌガンガ、スリランカ国会議事堂、ヘリタンス・カンダラマ                                                                               |
| ゴットフリート・ベーム                   | 1920年 -          | ドイツ         | ネヴィゲス巡礼教会、ベンスベルク市庁舎                                                                                                 |
| ケヴィン・ローチ                         | 1922年 - 2019年   | アメリカ合衆国 | オークランド博物館、フォード財団ビル、カレッジ生命保険会社本社ビル                                                                     |
| スヴェレ・フェーン                       | 1924年 - 2009年   | スウェーデン   | ブリュッセル万博ノルウェー館、ヘドマルク博物館、氷河博物館                                                                             |
| フライ・オットー                         | 1925年 - 2015年   | ドイツ         | モントリオール万国博覧会西ドイツ館、ミュンヘン・オリンピック競技場、マンハイムの多目的ホール                                           |
| ロバート・ヴェンチューリ                 | 1925年 - 2018年   | アメリカ合衆国 | 母の家 |
| ジェームズ・スターリング                 | 1926年 - 1992年   | イギリス       | レスター大学工学部棟、ケンブリッジ大学歴史学部校舎、シュターツギャラリー新館                                                           |
| フリーデンスライヒ・フンダートヴァッサー | 1928年 - 2000年   | オーストリア   | フンダートヴァッサーハウス、大阪市ゴミ焼却工場                                                                                         |
| レアンドロ・V・ロクシン                  | 1928年 - 1994年   | フィリピン     | フィリピン最高裁判所, ブルネイ王宮 |
| 槇文彦                                   | 1928年 -          | 日本           | ヒルサイドテラス、京都国立近代美術館、幕張メッセ、風の丘葬斎場                                                                         |
| フランク・ゲーリー                       | 1929年 -          | カナダ         | ゲーリー自邸、ビルバオ・グッゲンハイム美術館、DG銀行ビル、ウォルト・ディズニー・コンサートホール                                       |
| アルド・ロッシ                           | 1931年 - 1997年   | イタリア       | ガララテーゼ集合住宅、サン・カタルド墓地、ボネファンテン美術館                                                                         |
| 磯崎新                                   | 1931年 - 2022年   | 日本           | 大分医師会館、北九州市立中央図書館、つくばセンタービル                                                                                 |
| ピーター・アイゼンマン                   | 1932年 -          | アメリカ合衆国 | 住宅第2号、虐殺されたヨーロッパのユダヤ人のための記念碑                                                                                |
| アルヴァロ・シザ                         | 1933年 -          | ポルトガル     | レサのスイミングプール、ポルト大学建築学部棟、マルコ・デ・カナヴェーゼスの教会、ガリシア現代美術センター                               |
| リチャード・ロジャース                   | 1933年 - 2021年   | イギリス       | ポンピドゥー・センター、ロイズ・オブ・ロンドン                                                                                         |
| ハンス・ホライン                         | 1934年 - 2014年   | オーストリア   | レッティ蝋燭店、ハース・ハウス |
| マイケル・グレイヴス                     | 1934年 - 2015年   | アメリカ合衆国 | ポートランド・ビル、デンバー中央図書館                                                                                                 |
| リチャード・マイヤー                     | 1934年 -          | アメリカ合衆国 | ダグラス邸、ハイ美術館、ゲッティーセンター                                                                                             |
| ノーマン・フォスター                     | 1935年 -          | イギリス       | 香港上海銀行・香港本店ビル |
| ピーター・クック                         | 1936年 -          | イギリス       | プラグイン・シティ（アンビルド） |
| ラファエル・モネオ                       | 1937年 -          | スペイン       | 国立古代ローマ博物館、アトーチャ駅 |
| レンゾ・ピアノ                           | 1937年 -          | イタリア       | ポンピドゥー・センター、関西国際空港                                                                                                   |
| モシェ・サフディ                         | 1938年 -          | カナダ         | アビタ67団地、マリーナベイ・サンズ |
| 安藤忠雄                                 | 1941年 -          | 日本           | 住吉の長屋、六甲の集合住宅、光の教会                                                                                                   |
| 伊東豊雄                                 | 1941年 -          | 日本           | 中野本町の家、シルバーハット、せんだいメディアテーク                                                                                   |
| マリオ・ボッタ                           | 1943年 -          | スイス         | リヴァ・サンヴィターレの住宅、ワタリウム美術館                                                                                         |
| ピーター・ズントー                       | 1943年 -          | スイス         | テルメ・ヴァルス、聖ベネディクト教会                                                                                                   |
| ベルナール・チュミ                       | 1944年 -          | スイス         | ラ・ヴィレット公園 |
| レム・コールハース                       | 1944年 -          | オランダ       | ヴィラ・ダラバ、クンストハル、在ベルリンオランダ大使館、シアトル中央図書館                                                             |
| トム・メイン                             | 1944年 -          | アメリカ合衆国 | ユージーン連邦裁判所 |
| クリスチャン・ド・ポルザンパルク         | 1944年 -          | フランス       | 音楽都市, ルクセンブルク・フィルハーモニック・ホール                                                                                   |
| ジャン・ヌーベル                         | 1945年 -          | フランス       | アラブ研究センター |
| ダニエル・リベスキンド                   | 1946年 -          | アメリカ合衆国 | ユダヤ博物館 |
| スティーブン・ホール                     | 1947年 -          | アメリカ合衆国 | 聖イグナティウス礼拝堂、リンクト・ハイブリッド                                                                                         |
| ザハ・ハディッド                         | 1950年 - 2016年   | イギリス       | ヴィトラ消防局庁舎 |
| ヘルツォーク&ド・ムーロン                | 1950年 -          | スイス         | シグナル・ボックス、テートモダン、北京国家体育場                                                                                       |
| サンティアゴ・カラトラバ                 | 1951年 -          | スペイン       | ターニング・トルソ |
| MVRDV                                    | 1966年 -          | オランダ       | 高齢者のための100戸の集合住宅『オクラホマ』、マルクトハル                                                                              |
| 西沢立衛                                 | 1966年 -          | 日本           | ウィークエンドハウス、金沢21世紀美術館、森山邸、House A                                                                                |

#### 来日して活動した建築家
| 姓名                                           | 生没年          | 国籍           | 代表作 |
| ---------------------------------------------- | --------------- | -------------- | --- |
| リチャード・ブリジェンス                       | 1819年 - 1891年 | アメリカ合衆国 | 英国仮公使館、築地ホテル館、横浜駅、新橋駅                                                                                   |
| ヘルマン・エンデ                               | 1829年 - 1907年 | ドイツ         | 官庁集中計画（旧司法省庁舎、最高裁判所）                                                                                     |
| ヴィルヘルム・ベックマン                       | 1832年 - 1902年 | ドイツ         | 同上 |
| ヘルマン・ムテジウス                           | 1861年 - 1927年 | ドイツ         | 同上 |
| トーマス・ウォートルス                         | 1842年- 1898年  | イギリス       | 造幣寮応接所（現泉布観）、銀座煉瓦街                                                                                         |
| ジョヴァンニ・ヴィンチェンツォ・カッペレッティ | 1843年 - 1887年 | イタリア       | 参謀本部、遊就館 |
| ダニエル・クロスビー・グリーン                 | 1843年 - 1913年 | アメリカ合衆国 | 同志社大学彰栄館・礼拝堂・有終館                                                                                             |
| ジョサイア・コンドル                           | 1852年 - 1920年 | イギリス       | ニコライ堂 |
| リヒャルト・ゼール                             | 1854年 - 1922年 | ドイツ         | 同志社大学クラーク館 |
| アレクサンダー・ネルソン・ハンセル             | 1857年 - 1940年 | イギリス       | 旧ハッサム住宅、旧シャープ住宅、同志社大学ハリス理化学館                                                                     |
| ジェームズ・ガーディナー                       | 1857年 - 1925年 | アメリカ合衆国 | 聖アグネス教会, 山手イタリア山庭園#外交官の家（旧内田家住宅）, 明治学院ヘボン館                                              |
| フランク・ロイド・ライト                       | 1867年 - 1959年 | アメリカ合衆国 | 帝国ホテル、ヨドコウ迎賓館（旧山邑邸）落水荘、ジョンソン・ワックス本社ビル                                                   |
| ゲオルグ・デ・ラランデ                         | 1872年 - 1914年 | ドイツ         | 風見鶏の館、朝鮮総督府 |
| J・H・モーガン                                 | 1873年 - 1937年 | アメリカ合衆国 | 横浜山手聖公会, ベーリック・ホール                                                                                           |
| ヤン・レッツェル                               | 1880年 - 1925年 | チェコ         | 広島県物産陳列館（原爆ドーム）                                                                                               |
| ブルーノ・タウト                               | 1880年 - 1938年 | ドイツ         | 日向利兵衛別邸 |
| ウィリアム・メレル・ヴォーリズ                 | 1880年 - 1964年 | アメリカ合衆国 | 神戸女学院大学、関西学院大学西宮上ケ原キャンパス、日本基督教団の一連の教会                                                   |
| レスター・チェーピン                           |                 | アメリカ合衆国 | 同上 |
| ヤン・ヨセフ・スワガー                         | 1885年 - 1969年 | チェコ         | 紅蘭女学校（現横浜雙葉中学校・高等学校）、カトリック山手教会、マルグリット・ブールジョワ・センター（現桜の聖母短期大学）     |
| マックス・ヒンデル                             | 1887年 - 1963年 | スイス         | 松が峰教会、旧マックス・ヒンデル邸                                                                                           |
| アントニン・レーモンド                         | 1888年 - 1976年 | チェコ         | 自邸、東京女子大学本館、群馬音楽センター                                                                                     |
| J.V.W.バーガミニー                             | 1888年 - 1975年 | アメリカ合衆国 | トイスラー記念館、学校法人平安女学院#昭和館、東京諸聖徒教会礼拝堂                                                            |
| ベドジフ・フォイエルシュタイン                 | 1892年 - 1936年 | チェコ         | ライジングサン石油横浜本社、駐日ソ連大使館                                                                                   |
| ジョージ・ナカシマ                             | 1905年 - 1990年 | アメリカ合衆国 | カトリック桂教会 |
| モンテ・カセム                                 | 1947年 -        | スリランカ     | |
| リシャール・ブリア                             | 1949年 -        | フランス       | モーブッサン銀座フラッグシップストア、アートプラザ1000（千駄ヶ谷タンジェント）                                               |
| トム・ヘネガン                                 | 1951年 -        | イギリス       | 熊本県草地畜産研究所畜舎、フォレストパークあだたら                                                                           |
| パルフィ・ジョージ                             | 1953年 -        | ハンガリー     | 山梨学院大学キャンパスセンター、山梨学院幼稚園および山梨学院小学校校舎及び付随する関連施設                                   |
| キャサリン・フィンドレイ                       | 1953年 - 2014年 | イギリス       | TRUSS WALL HOUSE、LIGHTCAVE                                                                                                  |
| ベンジャミン・ウォーナー                       | 1954年 -        | イギリス       | アイスバーグ・ビル、ヴェロックス28ビル、ブリティッシュカウンシル東京センター                                                 |
| リカルド・トッサーニ                           | 1957年 -        | オーストラリア | ヴィラコロンナ、ヒラフ坂メインストリートの再構築、ブーゲンビリアチャペル、グアム・ウェスティンリゾートのロイヤルビーチクラブ |
| マニュエル・タルディッツ                       | 1959年 -        | フランス       | 空海郵便、Les Celibataires                                                                                                   |
| 彦根アンドレア                                 | 1962年 -        | ドイツ         | 「IDIC」、S邸 |
| アストリッド・クライン                         | 1963年 -        | イタリア       | 熊本南警察署熊本駅交番、ユニクロ銀座店                                                                                       |
| マーク・ダイサム                               | 1964年 -        | イギリス       | ヴァージンアトランティック航空クラブハウス、アパートメント「キラキラ」                                                       |
| アンリ・ゲイダン                               |                 | フランス       | 原宿幼稚園, 日本基督教団原宿教会, ウトコディープシーテラピーセンターとホテル                                                 |
| エフ・オー・アーキテクツ                       |                 | イギリス       | 横浜港大さん橋国際客船ターミナル                                                                                             |

## 著名な建築設計事務所

### アメリカ合衆国
- スキッドモア・オーウィングズ・アンド・メリル (SOM)
- ヘルムース・オバタ・カッサバウム(HOK)
- コーン・ペダーセン・フォックス (KPF)
- デザインパートナーズ・インコーポレイテッド (DPI)
- ジマー・ガンサル・フラスカ・パートナーシップ(ZGF)
- ドゥアニー・プラター＝ザイベック・アンド・カンパニー(DPZ)
- ゲンスラー

### その他の国
- OMA (建築設計事務所)
- フォスター・アンド・パートナーズ
- スノヘッタ
- ヘルツォーク&ド・ムーロン
- POPULOUS (設計事務所)
- HKS (設計事務所)
- ホプキンス・アーキテクツ
- ザハ・ハディッド・アーキテクツ
- アトリエ・ド・モンルージュ
- MVRDV
- RCRアルキテクタス
- ギゴン&ゴヤー
- UNスタジオ
- コープ・ヒンメルブラウ

### ゼネコン系設計部
現在日本で大手ゼネコンの抱える建設業設計部は建築界において大きな位置を占めており、評価の高い作品も多く生み出している。日本では明治時代後半から清水組などの大手建設会社が大学出の学士を採用するようになり、自社で設計から施工までを一貫して行う体制を整えてきた。この点は西欧流に設計と施工の分離を唱える立場からは問題視され、戦前の「建築士法」制定運動の中では、施工会社が設計を行うことを禁止しようという主張も見られた。

#### 大林組
- 木村得三郎 （1890年 - 1958年）歌舞伎座設計管理、大阪松竹座、弥栄劇場
- 松井清足
- 石井修（1922年 - 2007年） 目神山の家
- 木子七郎
- 白杉嘉明三（亀三）
- 大林芳郎（1918年 - 2003年）
- 谷口廉児
- 田中多三郎
- 坂口利夫
- 大出康一
- 吉井長七
- 高宮眞介（1939年 - ） 日本大学理工学部駿河台校舎新1号館
- 山本勝巳（1905年 - 1991年） 美ヶ原高原ホテル、天山文庫、会津武家屋敷、日新館

#### 鹿島建設
- 天野太郎（1918年 - 1990年）東京藝術大学図書館、東京藝術大学絵画棟、親子の家、新花屋敷カントリークラブ
- 横濱勉 （1880年 - 1960年） 旧第九十銀行本店
- 播繁（1938年 - ）
- 樋口清（1918年 - ） 国民休暇村協会の乗鞍綱張、韮山の山荘
- 増沢洵
- 押野見邦英
- 吉原正（1922年 - ）
- 岡田新一（1928年 - 2014年] 最高裁判所、警視庁本部、宮崎県立美術館
- 木村俊介
- 宗本順三（1945年 - ）

#### 清水建設
- 中村達太郎（嘱託）
- 渡辺譲（1855年 - 1930年） 初代帝国ホテル、
- 坂本復経
- 佐藤功一（1878年 - 1941年） 日比谷公会堂、早稲田大学大隈記念講堂
- 佐野利器（1880年 - 1956年）丸善構造設計、旧両国国技館構造設計
- 岡田信一郎（1883年 - 1932年） 歌舞伎座、明治生命館、鳩山会館、黒田記念館
- 波江悌夫（1885年 - 1965年） 大阪城天守
- 西村好時（1886年 - 1961年）- 第一銀行横浜支店、台湾銀行本店、満州中央銀行総行、
- 近藤芳美（1913年 - 2006年）
- 秋元和雄 社団法人日本建築学会建築会館
- 田辺淳吉

#### 大成建設
- 武豊英一（1887年 - 1949年）東京中央郵便局基本設計
- 新家孝正 逓信大臣官邸、華族女学校、旧川崎銀行水戸支店
- 茶谷正洋（1934年 ‐ 2008年）

#### 戸田建設
- 戸田利兵衛
- 戸田順之助
- 久野節（1882年 - 1962年） 高島屋大阪店、蒲郡ホテル、佐倉高等学校記念館
- 隈研吾（1954年 - ） 登米町伝統芸能伝承館、馬頭町広重美術館、長崎県美術館、朝日放送新社屋
- 成瀬嘉一 ホテルロッテ、明治生命仙台ビル

#### 竹中工務店
- 竹中藤右衛門
- 石本喜久治（1894年 - 1963年）東京朝日新聞社、広島市民球場
- 柳澤孝彦（1935年 - ） 東京都現代美術館、新国立劇場
- 出江寛（1931年 - ） かわらミュージアム、桃山学院大学、東京竹葉亭
- 菊竹清訓（1928年 - 2012年） 出雲大社庁の舎、都城市民会館、スカイハウス（自邸）、ホテル・ソフィテル東京、江戸東京博物館
- 北川原温（1951年 - ） 中村キースヘリング美術館、ビッグパレット福島
- 岩本博行（1913年-1991年）国立劇場
- 竹中錬一（1911年 - 1996年）
- 藤井厚二（1888年-1938年）朝日新聞社大阪本社、聴竹居
- 高橋志保彦（1936年 - ） ショッピングモール仙台一番街買物公園、一番町四丁目ショッピングモール、サンモール一番町、甲府かすがもーる、ベルメ桜町
- 長島孝一
- 鈴木了二（1944年 - ） 佐木島プロジェクト
- 有馬裕之（1956年 - ） 0｜8, terra, second plate, mci-a+mj, 山頭火, a・n・p, studio d
- 早川邦彦（1941年 - ）

## 各国の主な建築家養成学校

### アメリカ合衆国
- マサチューセッツ工科大学（MIT） - （マサチューセッツ州・ケンブリッジ) 建築・計画学部建築学科 私立 1865年設立
- ハーバード大学デザイン大学院 - （マサチューセッツ州・ケンブリッジ）大学院デザイン研究科 私立 1936年設立
- カリフォルニア大学バークレー校（UCB）- （カリフォルニア州・バークレー) 環境デザイン学部建築学科 公立
- コロンビア大学 - （ニューヨーク市)大学院建築計画学部 私立 1881年設立
- ジョージア工科大学 - （ジョージア州・アトランタ) 建築大学 公立 1908年設立
- カリフォルニア大学ロサンゼルス校（UCLA） - （カリフォルニア州・ロサンゼルス）芸術建築学部 公立
- コーネル大学 - （ニューヨーク州・Ithaca) 建築・芸術・計画学部 私立
- スタンフォード大学 - （カリフォルニア州・スタンフォード) 建築デザイン 私立
- ミシガン大学 - （ミシガン州・アナーバー）タウブマン建築都市計画大学 公立
- テキサス大学オースティン校 - テキサス州・オースティン) 建築学部 公立 1948年設立
- イェール大学 - （コネチカット州・ニューヘイブン) 建築学部 私立 1916年設立
- ロードアイランド・スクール・オブ・デザイン（RISD） - （ロードアイランド州・プロビデンス) 建築学部建築学科 私立 1877年設立
- シカゴ美術館附属美術大学（SAIC）- （イリノイ州・シカゴ) 建築、インテリア建築、デザインされたオブジェクト 私立 1866年設立
- カーネギーメロン大学 - （ペンシルベニア州・ピッツバーグ) 建築学部 私立
- 南カリフォルニア建築大学（SCI-Arc） - （カリフォルニア州・ロサンゼルス）私立 1972年設立
- ペンシルベニア大学 - （ペンシルベニア州・フィラデルフィア）スチュアート・ヴァイツマン・スクール・オブ・デザイン 私立 1868年設立
- プリンストン大学 - （ニュージャージー州・プリンストン) 建築学部 私立
- 南カリフォルニア大学 - （カリフォルニア州・ロサンゼルス) 建築学部 私立
- ライス大学 - （テキサス州・ヒューストン) 建築学部 私立
- クーパー・ユニオン - （ニューヨーク市）アーウィン・S・チャニン建築学校 私立
- バージニア大学 - （バージニア州・シャーロッツビル) 建築学部 公立
- セントルイス・ワシントン大学 - （ミズーリ州・セントルイス）サム フォックス デザイン&ビジュアルアーツ・建築スクール 私立 1910年設立
- イリノイ大学アーバナ・シャンペーン校 - （イリノイ州・アーバナ・シャンペーン) 建築学部 公立 1870年設立
- ワシントン大学 - （ワシントン州・シアトル）ビルド環境のカレッジ 公立
- シラキュース大学 - （ニューヨーク州・シラキュース) 建築学部 私立
- プラット・インスティテュート - （ニューヨーク市) 建築学部 私立
- パーソンズ・スクール・オブ・デザイン - （ニューヨーク市）私立
- イリノイ工科大学（IIT）- （イリノイ州・シカゴ) 建築・計画学部 私立
- クレムソン大学 - （サウスカロライナ州・クレムソン) 建築学部 公立
- レンセラー工科大学 - （ニューヨーク州・トロイ) 建築学部 私立
- サバンナ芸術デザイン大学（SCAD） - （ジョージア (サバンナ) 建築芸術学部 私立
- テキサスA&M大学 - （テキサス州）テキサス A&M カレッジ オブ アーキテクチャー 公立 1905年設立
- ボストン建築大学（BAC） - （マサチューセッツ州・ボストン) 建築学部、インテリアデザイン学部、ランドスケープデザインスクール、デザイン研究科 私立 1889年設立
- テュレーン大学 - （ルイジアナ州・ニューオーリンズ) 建築学部 私立 1894年設立
- フロリダ大学 - （フロリダ (ゲインズビル) 建築学部 公立 1925年設立
- アリゾナ州立大学 - （アリゾナ州・テンピ）ヘルベルガーデザインインスティテュート 公立
- オレゴン大学 - （オレゴン州・ユージン) 建築学科 公立
- ノートルダム大学 - （インディアナ州・ノートルダム) 建築学(伝統的建築と都市主義) 私立
- オハイオ州立大学 - （オハイオ州・コロンバス)ノウルトン建築学校 公立
- カンザス大学 - （カンザス州・ローレンス) 建築とデザインの学校 公立 1912年設立

（以下、順不同）
- タリアセン
- クランブルック美術学院
- ブラウン大学
- オーバーン大学 - （アラバマ州・オーバーン) 建築・計画・ランドスケープ学部 公立
- タスキーギー大学 - （アラバマ州・タスキーギー) ロバート・R・テイラー建築・建設科学学校 私立、1881年設立
- アリゾナ大学 - （アリゾナ州・ツーソン) 建築・計画・ランドスケープ学部 公立
- アーカンソー大学 - （アーカンソー州・フェイエットビル）フェイ・ジョーンズ建築・デザイン学校 公立
- カリフォルニアバプテスト大学 - （カリフォルニア州・リバーサイド) 建築・ビジュアル・アート・デザイン専門学校 私立
- 新建築とデザインの学校 - （カリフォルニア州・サンディエゴ)私立
- カリフォルニア工科大学 - （カリフォルニア州・サンルイスオビスポ) 建築学部 公立
- カリフォルニア州立工科大学ポモナ校 - （カリフォルニア州・ポモナ）環境デザイン専門学校 公立 1938年設立
- ウッドベリー大学 - （カリフォルニア州・ロサンゼルス/サンディエゴ） - （建築学部 私立
- コロラド大学・ボルダー校/デンバー校 - （コロラド州ボルダー/デンバー) 建築・計画学部 公立
- ハートフォード大学 - （コネチカット州・ウェストハートフォード）工学・技術・建築学部 私立
- コロンビア特別区大学 - （コロンビア特別区;ワシントンD.C.）農業・都市・環境科学部 公立[永久デッドリンク]
- アメリカカトリック大学 - （コロンビア特別区;ワシントンD.C.）建築・計画学部 私立
- フロリダ・アトランティック大学 - （フロリダ州・フォートローダーデール）デザインと社会調査のための学部 公立
- フロリダ国際大学 - （フロリダ州・マイアミ/ユニバーシティパーク) 建築学科 公立
- マイアミ大学 - （フロリダ州・マイアミ) 建築学部 私立 1981年
- サウスフロリダ大学 - （フロリダ州・タンパ) 建築とコミュニティデザインの学校 公立 1985年設立
- フロリダ A&M 大学 - （フロリダ州・タラハシー) 建築学部 公立
- ケネソー州立大学 - （ジョージア州・アトランタ) 建築・建設経営専門学部 公立 1963年設立
- ハワイ大学マノア校 - （ハワイ(マノア) 建築学部 公立
- アイダホ大学 - （アイダホ州・モスクワ）芸術・建築学部 公立
- イリノイ大学シカゴ校 - （イリノイ州・シカゴ) 建築・デザイン・芸術学部 公立
- ボール州立大学 - （インディアナ州・マンシー) 建築・計画学部 公立
- アイオワ州立大学 - （アイオワ州・エイムズ) 建築学科 公立
- カンザス州立大学 - （カンザス州・マンハッタン) 建築・計画・デザイン専門学校 公立
- ケンタッキー大学 - （ケンタッキー州・レキシントン) 建築学部 公立
- ルイジアナ大学ラファイエット校 - （ルイジアナ州・ラファイエット) 建築学部 公立 1942年設立
- ルイジアナ工科大学 - （ルイジアナ州・ラストン）デザインスクール
- メリーランド大学 - （メリーランド州・カレッジパーク) 建築・計画・保存学部 公立
- モーガン州立大学 - （メリーランド州・ボルチモア) 建築・計画学部 公立
- マサチューセッツ大学アマースト校 - （マサチューセッツ州・アマースト) 建築学科 + デザイン 公立
- ノースイースタン大学 - （マサチューセッツ州・ボストン) 建築学部 私立 1898年設立
- ウェントワース工科大学 - （マサチューセッツ州・ボストン) 建築・設計・建設管理学部 私立 1904年設立
- マサチューセッツ芸術デザイン大学 - （マサチューセッツ州・ボストン) 建築学科 公立 1873年設立
- アンドリュース大学 - （ミシガン州・ベリエンスプリングス）アンドリュース建築学部 私立
- デトロイト・マーシー大学 - （ミシガン州・デトロイト) 建築学部 私立 1877年設立
- ローレンス工科大学 - （ミシガン州・サウスフィールド) 建築・デザイン専門学校 公立
- フェリス州立大学 - （ミシガン州・グランドラピッズ）ケンドール芸術デザイン大学 公立
- ミネソタ大学 - （ミネソタ州・ミネアポリス）デザインスクール - （建築学部 公立
- ミシシッピ州立大学 - （ミシシッピ州・スタークビル) 建築学部 公立
- ドラリー大学 - （ミズーリ州・スプリングフィールド）ハモンズ建築学校 私立 1984年設立
- モンタナ州立大学ボーズマン校 - （モンタナ州・ボーズマン) 建築学部 公立
- ネブラスカ大学リンカーン校 - （ネブラスカ州・リンカーン) 建築大学 公立
- ネバダ大学ラスベガス校 - （ネバダ州・ラスベガス) 建築学部 公立
- ニュージャージー工科大学 - （ニュージャージー州・ニューアーク) 建築・デザイン専門学校 公立
- ニューメキシコ大学 - （ニューメキシコ州・アルバカーキ) 建築・計画学部 公立
- ニューヨーク州立大学アルフレッド工科大学 - （ニューヨーク州・アルフレッド) 建築・経営・工学部建築学科 公立 1908年設立
- ニューヨーク州立大学バッファロー校 - （ニューヨーク州・バッファロー）建築計画学部 公立 1968年設立
- ニューヨーク市立大学シティカレッジ - （ニューヨーク市）バーナードとアン・スピッツァー建築学校 公立
- ニューヨーク工科大学 - （ニューヨーク) 建築学科 私立
- ノースカロライナ州立大学 - （ノースカロライナ州・ローリー) 建築学院 公立
- ノースダコタ州立大学 - （ノースダコタ州・ファーゴ) 建築・ランドスケープ学科 公立
- シンシナティ大学 - （オハイオ州・シンシナティ) 建築・インテリアデザイン学部 公立
- ケント州立大学 - （オハイオ州・ケント) 建築・環境デザイン専門学校 公立
- マイアミ大学 - （オハイオ州・オックスフォード)クリエイティブ・アーツ・カレッジ 公立 1929年設立
- オクラホマ大学 - （オクラホマ州・ノーマン) 建築大学 公立 1926年設立
- オクラホマ州立大学 - （オクラホマ州・スティルウォーター) 建築学部 公立 1909年設立
- ポートランド州立大学 - （オレゴン州・ポートランド) 建築学部 公立
- フィラデルフィア大学 - （ペンシルベニア州・フィラデルフィア) 建築と環境のカレッジ 私立
- ペンシルベニア州立大学 - （ペンシルベニア州）芸術と建築のカレッジ 公立 1910年設立
- テンプル大学 - （ペンシルベニア州・フィラデルフィア）タイラー美術学校:建築・環境デザイン部門 公立
- ロジャー ウィリアムズ大学 - （ロードアイランド州・ブリストル) 建築・芸術・歴史保存学部 私立
- サウスダコタ州立大学 - （サウスダコタ州・ブルッキングス) 建築学科 公立
- テネシー大学 - （テネシー州・ノックスビル) 建築・デザイン専門学校 公立 1965年設立
- メンフィス大学 - （テネシー州・メンフィス) 建築学科 公立
- テキサス大学アーリントン校 - テキサス州・アーリントン) 建築学部 公立
- ヒューストン大学 - （テキサス州・ヒューストン）ジェラルド・D・ヒネス建築大学 公立
- テキサス工科大学 - （テキサス州・ラボック) 建築大学 公立
- プレーリー ビューA&M大学 - （テキサス州・プレーリービュー) 建築学部 公立
- テキサス大学サンアントニオ校 - （テキサス州・サンアントニオ) 建築学科 公立
- ユタ大学 - （ユタ州・ソルトレイクシティ) 建築・計画学部 公立
- ノリッジ大学 - （バーモント州・ノースフィールド) 建築学+芸術学部 私立
- バージニア工科大学 - （バージニア州・ブラックスバーグ) 建築・都市研究学部 公立
- ハンプトン大学 - （バージニア州・ハンプトン）工学と技術の学校 私立
- ワシントン州立大学 - （ワシントン州・プルマン）デザインと建設の学校 公立
- ウィスコンシン大学 - （ウィスコンシン州・ミルウォーキー)ミルウォーキー校 建築・都市計画学部 公立
- インディアナ大学 - （コロンバス）アーウィン・ミラー建築プログラム(M.Arch)https://soaad.indiana.edu/graduate/march.html]

### カナダ
- トロント大学
- マギル大学
- ブリティッシュコロンビア大学
- ウォータールー大学
- マニトバ大学建築学部
- カールトン大学

### イギリス
- ロンドン大学ユニバーシティ・カレッジ（UCL）バートレット建築環境学部
- ケンブリッジ大学建築学科
- マンチェスター建築スクール（MSA）- マンチェスター大学とマンチェスター・メトロポリタン大学の共同運営
- AAスクール(AA School) - ロンドン
- ロイヤルカレッジオブアート（RCA）
- UCA芸術大学
- リバプール大学建築スクール
- カーディフ大学建築スクール
- グラスゴー芸術大学/グラスゴー大学マッキントッシュ・スクール・オブ・アーキテクチュア
- スコット・サザーランド建築学校

(以下、順不同）
- ニューカッスル大学
- バース大学
- ポーツマス大学
- ノッティンガム大学建築と建設環境学科
- ロンドン・メトロポリタン大学建築学科と空間デザイン専攻
- ストラスクライド大学大学建築学科
- ドモンフォール大学（英語版）
- ノーザンブリア大学
- ノッティンガム・トレント大学建築デザインと建設環境スクール
- バーミンガムシティ大学（英語版）アーキテクチャスクール
- バス大学建築学科と土木工学科
- ハダースフィールド大学
- ブライトン大学アート＆アーキテクチャー学部
- プリマス大学（英語版）建築、設計環境学スクール
- クイーンズ大学ベルファスト
- リーズ・メトロポリタン大学（英語版）
- リバプールジョンムーア大学マスコミ、アートと社会科学部
- リンカーン大学 アーキテクチャスクール
- ロバートゴードン大学（英語版）
- ロンドンサウスバンク大学（英語版）・アーキテクチャとデザイン専攻
- 西イングランド大学（英語版）建設環境学部

### フランス
- パリ芸術学校（エコール・デ・ボザール、Ecole des Beaux Arts） - パリ Prarie
- パリ・ラ・ヴィレット国立建築学校
- パリ・ベルヴィル国立建築学校
- パリ・マラケ国立建築学校（フランス語版）
- パリ・ヴァル・ド・セーヌ国立建築学校（フランス語版）
- ベルサイユ国立建築学校（フランス語版）
- マルヌ・ラ・ヴァレ国立建築学校（フランス語版）
- グルノーブル国立建築学校（フランス語版）
- ナント国立建築学校（フランス語版）
- サン・エティエンヌ国立建築学校（フランス語版）
- コンフラン建築大学 - パリ Prarie
- 国立工科大学建築学部 - リマ
- 国立整備計画学院 - リマ

（エコール・デ・アーキテクチャ（ENSA20）
- ボルドー・アーキテクチャとペイサージュの国立学校（フランス語版）
- ブレターニュ国立建築学校（フランス語版）
- クレルモンフェラン国立建築学校（フランス語版）
- モンペリエ国立建築学校（フランス語版）
- リールのアーキテクチャとペイサージュの国立学校（フランス語版）
- リヨン国立建築学校（フランス語版）
- マルセイユ国立建築学校 (ユルミュニ（Luminy）キャンパス)（フランス語版）
- ナンシー国立建築学校（フランス語版）
- ノルマンディー国立建築学校（フランス語版）
- ストラスブール国立建築学校（フランス語版）
- トゥールーズ国立建築学校（フランス語版）

（その他）
- 建築特殊学校（フランス語版） （パリ・プライベートスクール）
- ストラスブールの芸術と産業の国立大学（フランス語版）（INSAストラスブール）
- シャイヨの学校（フランス語版）（パリ）

### ドイツ
- ウルム造形大学
- ヴァイマール建築大学
- バウハウス（Bauhaus） - ヴァイマル（Weimar）、デッサウ（Dessau）、ベルリン

（芸術アカデミー）
- Alanus専門大学・クンストウントフラウ
- アラナス芸術社会科学大学（Alanus University of Arts and Social Sciences (Alanus Hochschule für Kunst und Gesellschaft in Alter),建築学部, ボン[30]
- アカデミー・デア・シュトゥットガルト芸術大学（ドイツ語版）
- ステートアカデミー・オブ・ファインアーツ・シュトゥットガルト（Staatliche Akademie der Bildenden Künste Stuttgart）, 建築学部, [31]
- デュッセルドルフ芸術アカデミー
- ニュルンベルク美術アカデミー（英語版）
- 芸術アカデミー - Städelschule, フランクフルト・アム・マイン (postgraduate MA)[32]

（技術大学）
- ミュンヘン工科大学（TUM）建築研究科
- カールスルーエ工科大学 建築学部
- アーヘン工科大学 (Rheinisch-Westfaelische Technische Hochschule) 建築学部
- ベルリン工科大学（TUB）学部VI（建築学部、計画-ビル-環境分野）
- ドレスデン工科大学
- ダルムシュタット工科大学
- ブラウンシュヴァイク工科大学
- ブランデンブルク工科大学コトブス

（大学・専門大学）
- シュトゥットガルト大学、建築都市計画学部 建築と都市計画学科
- ハノーファー大学
- UdK ベルリン芸術大学建築、メディア、デザイン学部
- バウハウス大学ヴァイマル (BUW) 建築学部
- ベルク大学ヴッパータール
- ドルトムント工科大学
- ブランデンブルク工科大学
- HAWK応用科学芸術大学
- ハーフェンシティ大学（ドイツ語版）
- カッセル大学
- ジーゲン大学（ドイツ語版）
- アンハルト州立応用科学デッサウ建築研究所、バウハウス・デッサウ （マスターズスクール/ M.Arch）
- アーヘン専門大学（英語版）
- アウクスブルク専門大学（英語版）
- ベルリン工科専門大学（ドイツ語版）
- ビーベラッハ応用科学大学（英語版）
- ブレーメン応用科学大学（英語版） 建築学科、ブレーメン
- ブクステフーデ専門大学21（ドイツ語版）
- ボーフム専門大学（ドイツ語版）
- コーブルク専門大学（ドイツ語版）
- リッペ・ヘクスター専門大学デトモルト校 (Fachhochschule Lippe und Hoxter in Detmold)
- ドルトムント専門大学（ドイツ語版）
- デュッセルドルフ専門大学（ドイツ語版）
- ダルムシュタット専門大学（ドイツ語版）
- アンハルト専門大学（ドイツ語版）デッサウ校
- ドレスデン専門大学TechnikウントWirtschaft（ドイツ語版）
- エアフルト専門大学（ドイツ語版）
- フランクフルト応用科学大学（ドイツ語版）
- Staatliche芸術専門大学Bildende（ドイツ語版） (postgraduate MA) （大学院MA）
- ギーセン・フリードバーグ専門大学（ドイツ語版）
- ハイデルベルク専門大学（ドイツ語版）
- カイザースラウテルン専門大学（ドイツ語版）
- コブレンツ専門大学（英語版）
- ケルン専門大学（ドイツ語版）
- カールスルーエ専門大学（英語版）
- コンスタンツ専門大学（英語版）
- リューベック専門大学（ドイツ語版）
- TechnikとWirtschaft・ツクルライプツィヒ専門大学 (Hochschule fur Technik, Wirtschaft und Kultur Leipzig)
- マインツ専門大学（ドイツ語版）
- ミンデン・ビーレフェルト専門大学 (Fachhochschule Bielefeld in Minden)
- ミュンヘン専門大学（英語版）
- ミュンスター専門大学（英語版）
- ニュルンベルク専門大学（ドイツ語版）
- ニュルンベルクBildendenのアカデミー・デア・芸術大学 (Akademie der Bildenden Kunste Nurnberg)
- オルデンバーグ、ニーダーザクセン州の専門大学オルデン/ Ostfriesland /ヴィルヘルムスハーフェン (Fachhochschule Oldenburg/Ostfriesland/Wilhelmshaven in Oldenburg)
- ポツダム専門大学（英語版）
- レーゲンスブルク専門大学（ドイツ語版）
- ザールブリュッケン専門大学Technikでウント Wirtschaft DES Saarlandes (Hochschule fur Technik und Wirtschaft des Saarlandes in Saarbrucken)
- シュトゥットガルト応用科学大学（英語版）
- トリアー専門大学（英語版）
- ヴィースバーデン専門大学（ドイツ語版）
- ヴュルツブルク専門大学（ドイツ語版）
- ツヴィッカウWestsachsische専門大学ライヘンバッハ (Westsachsische Hochschule Zwickau in Reichenbach)
- ヴィスマール専門大学（英語版）
- ベルリン芸術専門大学
- ツィッタウ/ゲルリッツツィッタウ専門大学 (Hochschule Zittau/Gorlitz in Zittau)

### オランダ
- デルフト工科大学建築学部
- アイントホーフェン工科大学建築学部
- ベルラーヘ・インスティチュート - ロッテルダム
- アムステルダム建築アカデミー

### スイス
- メンドリジオ建築アカデミー

（大学/スイス連邦工科）
- チューリッヒ工科大学建築学部（スイス連邦工科大学チューリッヒ校, ETHZ）
- スイス連邦工科大学ローザンヌ校（EPFL）環境、建築、土木環境工学部（Faculte Environnement, Naturel, Architectural et Construit, ENAC） 建築科(Section d'architecture, SAR)
- ルガーノ大学（英語版） (USI) アカデミア・ディ・Mendrisioの建築科（AAM）

（応用科学大学）
- チューリッヒ応用科学大学（英語版） (ZFH) 建築、デザイン、土木科
- ベルン応用科学大学（英語版） 建築・木材・建設学部
- ルツェルン応用科学と芸術大学（英語版）ルツェルン専門課程建築工学科
- ノルドヴェストシュヴァイツ専門大学（ドイツ語版）
- チューリッヒ工科専門大学（ドイツ語版）
- フライブルク工学・建築専門大学|de|Hochschule fur Technik und Architektur Freiburg)

### イタリア
（大学（Università）
- ローマ・ラ・サピエンツァ大学 建築学部、ローマ
- ミラノ工科大学建築学部
- トリノ工科大学建築学部
- ボローニャ大学、アルド・ロッシ・建築学部、ボローニャ
- パドヴァ大学 工学部、パドヴァ
- ピサ大学 工学部、ピサ
- フェデリコ2世ナポリ大学 建築学部、ナポリ
- トレント大学 工学部、トレント
- フィレンツェ大学建築学部
- ヴェネツィア建築大学（IUAV di Venezia）建築学部（FAR）、ヴェネツィア
- ローマ・トル・ヴェルガータ大学 工学部、ローマ
- ローマ・トレ大学（Universitàdegli Studi Roma Tre）建築学部、ローマ
- パヴィア大学 工学部、パヴィーア
- パルマ大学 建築学部、パルマ
- ジェノア大学 建築学部、ジェノヴァ
- ブレシア大学 工学部、ブレシア
- カメリーノ大学 建築学部、カメリーノ
- カリアリ大学 建築学部、カリャリ
- カターニア大学 建築学部、シラクサ
- ダヌンツィオキエーティ大学ペスカーラ 建築学部、ペスカーラ
- コレエンナ大学 エンコ・建築学部、エンナ
- フェラーラ大学 建築学部、フェラーラ
- ラクイラ大学 工学部、ラクイラ
- ナポリ第2大学 建築学部、ナポリ
- パレルモ大学 建築学部、パレルモ
- バジリカータ大学 建築学部、ポテンツァ
- レッジョ・ディ・カラブリア大学 建築学部、レッジョ・ディ・カラブリア
- カラブリア大学 工学部、レンデ
- サレルノ大学 工学部、サレルノ
- サンニオ大学 工学部、ベネヴェント
- サッサリ大学、アルゲーロ建築学部
- トリエステ大学 建築学部、トリエステ
- ウディネ大学 建築学部、ウーディネ

（技術大学（Politecnici）
- マルケポリテクニック大学、アンコーナ、ファコルタディインジェネリア
- Bariポリテクニック大学 建築学部、Bari
- ミラノポリテクニック大学 建築学部、ミラノ
- トリノポリテクニック大学 建築学部 1 e 2、トリノ

### オーストリア
- ウィーン工科大学建築学部建築学科
- ウィーン芸術学院
- ウィーン工芸学院

### 北欧
- スウェーデン王立工科大学
- チャルマース工科大学
- アールト大学
- タンペレ工科大学
- 私設学校「クララ・スクール」
- デンマーク王立美術アカデミー建築スクール
- オウル大学
- ノルウェー工科大学
- トロムソ大学
- ノルウェイ大学(Norway University of Life Science)
- オーフス建築大学
- オスロ建築デザイン大学（Arkitektur og designhøgskolen i Oslo、AHO）
- トロンヘイム大学 - オスロ

### スペイン
- カタルーニャ工科大学
- マドリード工科大学
- バレンシア工科大学建築学院
- サラマンカ大学
- マドリード建築学校
- IaaC - バルセロナ
- バルセロナ高等建築学校
- ラ・コルーニャナ高等建築学校

### その他欧州諸国
- エレヴァン工科大学
- ティミショアラ建築大学
- イオン・ミンク建築・都市大学
- シレジア工科大学
- WUTワルシャワ工科大学建築学部
- R.ルメール保存修復センター
- ベルギー・サンリュック大学
- リスボン工科大学建築学部
- リスボン芸術大学
- ポルト大学建築学部
- アテネ国立工科大学建築学部
- リュブリアーナ大学建築学部

### アジア
- シンガポール国立大学建築学部
- シンガポール工科デザイン大学建築・サステナブルデザイン学部
- 香港大学建築学部
- 香港理工大学建築環境学部
- 清華大学建築学院 - 中国
- 同済大学建築と都市計画学院 - 中国
- 上海交通大学建築設計学院 - 中国
- 浙江大学建築工程学院 - 中国
- 大連理工大学建築と芸術学院 - 中国
- 東南大学建築学院 - 中国
- 天津大学建築学院 - 中国
- ソウル大学
- 漢陽大学
- 慶熙大学校 建築専門大学院 - 韓国
- 東亜大学校工科大学
- マラヤ大学
- マレーシアサインズ大学住居・建築・計画学部
- マレーシア工科大学
- タマサート大学建築計画学部 - タイ
- チュラーロンコーン大学
- シルバコーン大学
- キングロンクット工科大学ラドクラバン校
- スリランカ・モトシュワ大学トゥペッタキャンパス構築環境理学課程
- トリフバン大学高額研究所建築課程
- プノンペン王立芸術大学建築・都市計画学部
- フィリピン大学
- ラホール工学技術大学（英語版）
- インダスバレーアートと建築スクール（英語版）
- NED工学技術大学（英語版）
- エコール・カモンド（英語版）
- Ahsanullah科学技術大学 (A Ahsanullah University of Science and Technology)
- アメリカンインターナショナル大学バングラデシュ（英語版）
- バングラデシュ工科大学（英語版）（BUET）建築・都市計画学部
- BRAC大学（英語版）
- ダッカ大学エンジニアリング&テクノロジー・ガジプール校（英語版）
- クルナ大学（英語版）
- リーディング大学（英語版）
- ノース・サウス大学
- プリミーシア大学（英語版）
- シャジャイ科学技術大学（英語版）
- スタンフォード大学・バングラデシュ（英語版）
- バングラデシュ州立大学（英語版）
- アジア太平洋大学・バングラデシュ（英語版）
- アジャイBinay技術大学（英語版）
- アーキテクチャのアラナ・カレッジ（英語版）
- Anna University School of Architecture and Planning
- APEEJAY School of Architecture and Planning
- スクール・オブ・アーキテクチュア・アーメダバード
- Chandigarh College of Architecture
- Dignity College of Architecture
- Gateway College of Architecture and Design
- Government College of Architecture
- ネルー建築芸術大学（英語版）
- School of Planning and Architecture, Delhi
- School of Planning and Architecture, Vijayawada
- SPAヴィジャヤワダ（英語版）
- Sir JJ College of Architecture
- Sushant School of Art and Architecture
- シャルジャアメリカン大学（英語版）
- ダマスカス大学建築学部
- テヘラン大学
- 国立台北科技大学建築設計学院
- 国立台湾科技大学建築設計学院
- 成功大学
- 東海大学 (台湾)
- バンドン工科大学建築学科
- ガジャ・マダ大学工学部建築工学科

### オーストラリア
- メルボルン大学 建築・計画学部 - オーストラリア
- シドニー大学 建築・計画学部 - オーストラリア
- ニューサウスウェールズ大学
- モナシュ大学
- クイーンズランド工科大学(QUT)
- クイーンズランド大学
- RMIT大学
- スウィンバーン工科大学
- 西オーストラリア大学
- カーティン工科大学
- シドニー工科大学(UTS)
- ニューカッスル大学
- 南オーストラリア大学 (UniSA)
- ディーキン大学M.Archプログラム。
- アデレード大学
- キャンベラ大学
- タスマニア大学
- チャールズ・ダーウィン大学 デザイン学士課程
- オセアニア工科大学
- グリフィス大学 環境デザイン（建築学）学士課程
- メルボルン工科大学
- イクバル大学

### ロシア
- レーピン絵画彫刻建築大学
- モスクワ建築大学（ロシア語版、英語版）
- ソ連高等芸術学校ヴフテマス（VHUTEMAS）
- タリン芸術大学

### 中南米
- サンパウロ大学、USP、建築都市学部、サンパウロ [33]
- メキシコ国立自治大学（UNAM）

（以下、順不同）
- アマゾン大学（英語版）
- リマ王立工科大学
- ペルー国立工業大学
- リマ、ファキタード・デ・アルキテクトゥーラ、ペルーナデシエンシアス大学[34]
- ポンティフィシア大学、カトリカデルペルー、リマ、アーキテクトゥラ・イ・アーバニズム校[35]
- 国立工科大学 (ペルー) 建築都市学部、アルテス [36]
- サンアントニオ国立大学クスコ大学、アルキテクトゥラ・イ・アルテスプラスティカス校、クスコ [37]
- リカルドパルマ大学 建築都市学部 [38]
- サンタフェ大学、建築イディセニョ大聖堂校、サンタフェ [39]
- ベルグラーノ大学 建築アーバニクモ校、ベルグラーノ [40]
- ブエノスアイレス大学、建築学部、ディセニョイアーバニモ、ブエノスアイレス[41]
- フローレス大学 Facultad・de・Planeamiento・Ambiental、ブエノスアイレス、Cipolletti [42]
- メンドーサ大学 建築学部、アーバニズムイディセニョ、メンドーサ [43] /
- モロン大学 建築学部
- コルドバ国立大学建築学部、コルドバのアーバニモイディセニョ[44]
- ラプラタ国立大学 ラプラタ建築とアーバニズム学部 [45]
- マルデルプラタ国立大学、建築学部、アーバニモイディセニョ、マルデルプラタ [46]
- パレルモ大学、ブエノスアイレス建築学部[47]
- ロサリオ国立大学、建築・Planeamiento y Diseño、ロサリオ [48]
- サンファン国立大学、建築学部、サンファン [49]
- トゥクマン国立大学、建築アーバニズム学部、トゥクマン [50]
- リトラル国立大学 建築学部、サンタフェのDiseñoy Urbanismo [51]
- ノルデステ国立大学、建築とアーバニズム学部 [52] チャスコ、レジスタンスシア [53]
- アルゼンチン大学ジョン・F・ケネディ、エスクエラ・デ・アルキテクトゥラ、ブエノスアイレス [54]
- コルドバ、ファカルタド・デ・アルキテクトゥラ大学ブラスパスカル校[55]
- コルドバ大学、コルドバ校、アルキテクトゥラ大学 [56]
- ラプラタ大学、アルキテクトゥラ・イ・ディーセニョ大聖堂校、ラプラタ [57]
- サルタ大学、アルキテクトゥラ・イ・ウルバニズム、サルタ[58]
- トルカトディテッラ大学、エスクエラデアルキテクトゥライエ・ストゥディオスアーバノス、ブエノスアイレス[59]
- セントロ大学ベラスアルテスデサンパウロ、サンパウロ[60]
- セントロ大学イザベラ・ヘンドリックス、ベロオリゾンテ [61]
- エスコラダシダーデ、AEAUSP、サンパウロ[62]
- リオグランデ・ド・スル州立大学、PUC-RS [63]
- ブラジリア大学、UnB、アルキテューラデアルキテトゥラ、ブラジリア [64]
- フォルタレザ大学、ユニフォー、フォルタレザ [65]
- セントロ大学フィラデルフィア - ユニフィル、ロンドリーナ、パラナ
- ユニバー シダードドヴァレドリオ ドス シノス、ユニシノス [66]
- カンピーナス州立大学、UNICAMP、土木工学・建築都市学部、カンピナス [67]
- ロンドリーナ大学 （UEL） [68]
- ユニバー シダー デ エスタディアル パウリスタジュリオデメスキータフィリョ、UNESP [69]
- ミナス・ジェライス連邦大学、UFMG、アルキテューラ大学、アーバニズム、ベロオリゾンテ [70]
- ペルナンブコ連邦大学、UFPE [71]
- サンタカタリーナ連邦大学 -UFSC [72]
- ウベルランディア連邦大学 （UFU） [73]
- ビソサ連邦大学 （UFV） [74]
- セアラ大学、UFC、Arquitetura Curso de Urbanismo、フォルタレザ [75]
- エスピリト・サント連邦大学、UFES [76]
- パラー連邦大学、UFPA [77]
- パラナ連邦大学、UFPR [78]
- リオデジャネイロ連邦大学、UFRJ、アルキテューラデアーキテュトゥーラ校、アーバニズム、リオデジャネイロ [79]
- リオグランデドスル連邦大学、UFRGS [80]
- プレスビテリアーナ大学、ケンタッキー州立大学、アルキテューラデアーキテトゥラ大学、サンパウロ校[81]
- サンフランシスコ大学、USF、クルソ・デ・アルキテトゥラ・アーバニズモ、イタチバ [82]
- パラナ連邦工業大学、UTFPR [83]

### アフリカ
- ナイロビ大学建築学科建築デザイン学部
- ジョモケニヤッタ農工大学建築学部建築学科
- ジョモ・ケニヤッタ大学工学部建築学科
- ケニア工科大学工学および建築環境学部建築環境デザイン学科
- ケニア大学工学部建築学科
- モンバサ工科大学工学技術学部建築土木工学科
- アルジェBenyoucef Benkhedda大学建築学部
- アマールTelidjiデラグアトデパートD'アーキテクチャドゥ大学
- 国立ラルビベンミディ・オウム・エルブアギ大学建築学部
- Med Khieder de Biskra大学建築学部
- セティフ建築学校
- Tbessiデuniversitaireセンターデュテベサ・デパートD'アーキテクチャL'ARBI
- アルジェエコールポリテクニークD'アーキテクチャ・D'Urbanisme（EPAU） [84]
- バトナ建築校
- モスタガネム建築校
- ティツィ王子建築校
- インスティテュート・ダルキテクトルエ・ダーバニズム（IAUC）デ・コンスタンティン
- ヤウンデ [85]・カメルーン建築学院（ESSACA）
- クワメ・エンクルマ科学技術大学クマシ校建築環境学部建築学科
- アル・アズハル大学工学部建築学科、カイロおよびケナ
- ドイツ大学（GUC）建築学部、カイロ
- ラマダン市立大学の第10工学部（HTI）建築学科
- アインシャムス大学工学部建築学科、アブバセヤ、カイロ
- アレクサンドリア大学工学部建築学科、アレクサンドリア
- アラブ科学アカデミー海上輸送学部、カイロおよびアレクサンドリア建築学科
- イスマイリア・スエズ運河大学工学部建築学科
- アシュート大学工学部建築学科、アシュート
- ベヒラ高等大学工学部建築学科、BHI、キロ47アレクサンドリア、カイロデザートロード
- ベンブラ大学工学部建築学科、Shoubra
- カイロ高等大学工学部建築学科、、CHI、ニューカイロ、カイロ
- ギザカイロ大学工学部建築学科
- エルショルークアカデミー工学部建築学科、カイロ、エルショローク
- ヘルワン大学工学部建築学科、マタレーヤ、カイロ
- ラマダン市の第10の高等技術研究所（HTI）工学部建築学科
- マンスーラ大学工学部建築学科、マンスーラ
- メノフィア大学工学部建築学科、メノフィア
- ミスロ国際大学工学部建築学科、カイロ
- Misr科学技術大学（MUST）工学部建築学科、10月6日市
- マアディ現代工学アカデミーの工学部建築学科
- MSA大学工学部建築学科、10月6日、カイロ市
- アレクサンドリアのファロス大学工学部建築学科
- タンタ大学工学部建築学科、タンタ
- ザガジグ大学工学部建築学科、ザガジグ
- アレクサンドリア大学美術学部建築学科、アレクサンドリア
- ヘルワン大学美術学部建築学科、ザマレック、カイロ
- ミニア大学美術学部建築学科、ミニア
- カイロ・フランセーズ・デ・ジプテ大学工学部建築学科
- エジプト・フューチャー大学工学部建築学科、FUE、カイロ
- アメリカンユニバーシティ・オブ・カイロ （AUC）、カタメヤ、ヘルワン建設建築工学科
- エジプトのブリティッシュ大学シェルーク工学部建築学科
- ベンガジ大学 工学部、建築都市計画学科、ベンガジ [86]
- オマール・アル・ムフタール大学 芸術建築学部、建築計画学科、デルナ、デルファ・アル・ファタハ支部
- トリポリ大学応用科学建築および土木工学部、トリポリ [87]
- ナントモーリシャス国立建築学院（ENSAナントモーリシャス）、ユニチティ、キャトルボルヌ [88]
- ウクシ大学/ Jr School Port Louis
- カサブランカ・エコール・ダル・キテクチュア [89]
- エコール国立建築学校 ラバト [90]
- カサブランカ大学デザインと芸術学部[91]
- アビア州立大学、ウツル、アビア州
- Abuchikar Tafawa Ballewa大学、バウチ州
- アフマドゥベロ大学、ザリア、カドゥナ州
- アンブローズアリー大学、エクポマ、エド州
- アナンブラ州立科学技術大学、アナンブラ州
- ベルズ工科大学、オタ、オグン州
- カレブ大学、イモタ、ラゴス州
- クレセント大学、アベオクタ、オグン州
- コヴェナント大学、オタ、オグン州
- クロスリバー工科大学、クロスリバー州
- エヌグ州立科学技術大学、エヌグ州
- ベネ州立農業大学マクルディ校
- アクレ連邦工科大学、オンド州
- ニジェール州連邦工科大学
- 連邦工科大学ヨーラ、アダマワ州
- イモ州立大学、イモ・サテ
- ジョセフアヨババロラ大学、オスケ州オケジアラケジ
- カリノ科学技術大学
- ラドークアキントラ工科大学、オヨボモショ、オヨ州
- Nnamdi Azikiwe大学、Awbra、Anambra州
- オバフェミ・アウォウォボ大学、イルイフェオスン州
- オラビシ・オナバンジョ大学、アゴ・イウォエ、オグン州
- オルワトミシンオラミドアデシヤン大学、レゴ、ラゴス州
- リバー州立科学技術大学、Npkolu、リバー州
- ベナン大学、ベナン、エド州
- ジョス大学、ジョス、プラトー州立大学
- ラゴス大学、アコカ、ラゴス州
- ナイジェリア大学、ヌスッカ、エヌグ州
- ウヨ大学、ウヨ、アクワ・イボム州
- アビアステートポリテクニック、Aba、Abia State
- クラウンポリテクニック、オド、エキティ州
- エキティ州連邦工科大学Ado-Ekiti
- ニジェール州連邦工科大学ビダ校
- オグン州連邦工科大学イラロ校
- イモ州オウェリ連邦工科大学ネケデ校
- 連邦工科大学、アナンブラ州
- コギ州工科大学、コギ州
- クワラ州立工科大学、イロリン、クワラ州
- Osun State Polytechnic、Iree、Osun State
- ラゴス州立工科大学、イコロドゥ、ラゴス州
- モスフッド・アビオラ・ポリテクニック、オグン州アベオクタ
- オケオグン工科大学、サキ、オヨ州
- ポリテクニック・イバダン、オヨ州
- ナイジェリア、ラゴス州立ヤバ工科大学
- オグン州立工科大学（旧ゲートウェイポリテクニック）イグベサ、オグン州
- ハルツーム大学工学部建築学部、ハルツーム
- スーダン科学技術大学建築学部、ハルツーム
- 国立リバト大学建築学部、ハルツーム
- オムドゥルマンイスラム大学工学部建築計画学科
- ハルツーム未来大学建築学部、ハルツーム
- ハルツーム 科学技術大学建築学科
- 国立大学建築学部、ハルツーム
- ハルツーム 医科大学建築学部
- アルムタリビーン大学建築学部、ハルツーム
- バーリ大学 ハルツーム 校建築学部建築工学科
- スーダン国際大学建築学部、ハルツーム
- ガーデンシティ大学 ハルツーム建築学部
- ハルツーム シャーグエルニールカレッジ建築学部
- アーディ大学[92]
- ダルエスサラーム大学[93]
- ムベヤ科学技術大学[94]
- àエコールAfricaine・デ・メティエ・ダールアーキテクチャ・D'Urbanisme（EAMAU） ロメ [95]
- チュニス・カルタゴ私立大学（フランス語版）, Department of Architecture[96][97]
- カンパラマケレレ大学工学部、デザイン、芸術、技術学科[98]
- Nkoziウガンダ・ンコジ大学建築環境学部[99]
- キアンボゴ大学土地建築学部
- ブラワヨ国立科学技術大学建築環境学部[100]